# 2022年7月上海市2019冠状病毒病聚集性疫情
2022年7月上海市2019冠状病毒病聚集性疫情，是指自2022年7月3日起在中华人民共和国上海市爆发的2019冠状病毒病疫情。7月10日的官方通报认为，在上海市自7月3日以来的疫情中，绝大部分感染者与普陀区兰溪路148号KTV存在关联。到了7月下旬，宝山区和杨浦区出现较多感染者，7月26日的官方通报认为，宝山区自7月4日发现第1例病例以来，先后共有多条后续传播链在区内交织。7月31日，上海无新增本土新冠肺炎确诊病例和无症状感染者，为本轮疫情以来首次无新增。

## 背景
上海市是中华人民共和国的最大城市，同时为重要的出入境口岸城市，承担了许多入境人员的隔离管控任务。2022年上半年，因作为入境人员隔离酒店华亭宾馆管理疏漏，引发了持续时间长、传播范围广、感染人数多的2022年3月上海市2019冠状病毒病聚集性疫情。6月25日，上海市委书记李强宣布打赢了大上海保卫战。而后6月27日至7月1日，上海市连续5天无新增本土感染病例。7月2日，新增2例确诊病例，为航司国际航班入境服务保障人员，官方于7月3日召开的新闻发布会上称，与前述两例病例相关的风险人员排查均为阴性，但其后公布的7月3日感染者中，有一名为7月2日确诊病例的同事。

## 确诊概况
数据来源：中华人民共和国国家卫生健康委员会
- 提请注意：图表7月3日的数据中，其中1例感染者为7月2日确诊病例的同事[18]。

## 溯源调查
7月5日，上海新增24例阳性感染者，均在隔离管控中通过例行检查发现的，且与已被列为高风险区的普陀区兰溪路148号有关。赵丹丹表示，该场所内相关风险人员流动频繁，活动轨迹涉及上海多个区、多个场所，存在疫情社会传播的潜在风险。此前在7月3日，普陀区报告1例社会面筛查中发现的阳性感染者。流行病学调查显示，此人主要涉及地点包括普陀区兰溪路148号耕耘茶室；浦东新区报告1例阳性感染者，其活动轨迹包括普陀区兰溪路148号自由港量贩KTV（曹杨店）。7月11日，上海市疫情防控工作领导小组专家组成员袁政安表示，7月3日至10日，上海共报告本土阳性感染者319例，其中普陀区兰溪路148号KTV关联疫情共报告305例阳性感染者，其中301例在闭环管控中发现。综合分析流行病学调查和病毒基因测序比对结果，汉登喝酒公司疫情和松江区疫情与普陀区兰溪路148号KTV疫情也为同一传播链。截至7月16日16时，KTV关联疫情共排查到相关阳性感染者在沪密切接触者2.3万人，共排查到该阳性感染者在沪密接的密接5万人。而上海市报告发现的阳性感染者数也呈现下降趋势。7月20日，上海市卫健委主任邬惊雷表示上海疫情形势总体向好，强调KTV关联疫情主要涉及KTV等室内密闭环境，人员高度聚集，多点、多次共同暴露于同一环境，感染人群以年轻人为主，感染病毒后发热等症状较明显。
7月7日，上海发布透露，截至目前，已完成的病毒基因测序结果显示，没有发现BA.5变异株，均是BA2.2。
7月10日下午，赵丹丹表示，7月8日浦东新区报告的1例社会面感染者感染的病毒为奥密克戎BA.5.2.1变异株，为境外入境关联感染者。后续宝山隔离点的疫情涉及人员感染的病毒也为奥密克戎BA.5.2.1变异株。
7月20日，官方对当日新增3例阳性感染者的流行病学调查显示，未发现这些感染者与之前传播链有关联。7月25日，官方通报称，“近期宝山和杨浦报告的阳性感染者数量相对较多”，经调查发现宝山区仓库疫情和杨浦区粮油市场疫情中的关键感染者为同一传播链，翌日，上海市宝山区副区长孟庆源表示，宝山区自7月4日发现本轮疫情第一例病例以来，先后共有多条后续传播链在区内交织，迄今还有一条涉及物流配送行业的传播链。
8月13日，“上海发布”表示：市疾控中心基因测序结果显示，8月11日报告的7名阳性感染者所感染的病毒均为奥密克戎BA.2.2.1变异株，海南省疫情的病毒为奥密克戎BA.5.1.3变异株，经中国疾控中心比对，两者不同源。
8月17日下午，赵丹丹表示，根据市疾控中心基因测序结果，14日报告的拉萨返沪阳性感染者感染的新冠病毒为奥密克戎BA.2.76变异株。经比对，与上海市既往的病毒株不同，与西藏报道的病毒株一致。

## 疫情外溢

### 江苏省
7月18日，徐州市铜山区新增无症状感染者1例，该人员为上海低风险区返铜人员，7月17日7:43分在上海站乘坐G2616列车到达徐州东站。

### 山西省
7月6日，山西省运城市新绛县报告1例确诊病例（轻型），系上海返乡人员，乘坐由上海飞往运城的MU6477次航班抵达运城张孝机场。该病例属于省外无疫情地区返运人员，实行“3天2检”。7月5日21时30分，新绛县疫情防控指挥部接到上海市疾控中心将其确定为密切接触人员的信息后，立即转运至集中隔离点，同步开展流调溯源、核酸检测、次密接排查管控等工作。
7月9日晚，山西晋城泽州县报告1名省外返乡人员核酸检测初筛阳性，该病例7月8日从上海浦东新区乘K560次列车，于7月9日到郑州，后转车到达晋城高铁东站。经中高风险通道采集核酸标本后，于9时25分由保障车队将其“点对点”闭环转运至泽州县川底镇和村村和苑小区进行居家健康监测。

### 其它地区
7月6日，福建省福州市马尾区在核酸检测愿检尽检中发现一份10混1标本可疑阳性，经单采检测为初筛阳性，福州市疾控中心复核为阳性。该人员7月4日17:50从上海自驾抵达福州。
7月9日，江西省南昌市发现3名核酸检测阳性感染者，均为上海市报告无症状感染者邱某的密切接触者。7月9日16时起，南昌对相关重点地区开展区域核酸检测，并对KTV、酒吧、网吧、棋牌室、电子游戏厅、麻将馆、桌游室、剧本杀、密室逃脱等室内密闭场所实行暂停营业。
7月10日，河南省镇平县在常态化核酸检测中发现一名核酸标本阳性人员，该人员系上海市静安区宝山路街道居民，7月6日早6：00左右自驾从上海出发，同行共三人；17：00左右到达南阳境内。
7月10日，青海省西宁市新增阳性检出者1例，该阳性检出者为7月6日上海至西安航班阳性人员密接者，在集中隔离场所常规核酸检测中发现。
7月15日，贵州省贵阳市高新区在集中隔离管控的省外来黔协查的密接人员中发现1名核酸检测结果异常人员，该人员7月14日乘坐上海航空FM9463航班从上海出发，到达贵阳龙洞堡机场T2航站楼。7月15日接上海市疾控中心相关协查函判定其为上海无症状感染者的密接者，7月16日9时经省级专家组会诊，诊断为新冠肺炎确诊病例（轻型）。

## 应对措施

### 上海市

#### 核酸检测
7月3日全员核酸，松江区，静安区，徐汇区，宝山区，黄浦区。
7月3日全员核酸，松江区，静安区，徐汇区，宝山区，黄浦区。7月5日，上海市新冠肺炎疫情防控工作领导小组办公室发布消息：因7月3日、4日上海市连续报告多例本土阳性感染者，活动轨迹均与普陀区兰溪路148号有关，该场所已被列为高风险区。经进一步流调排查发现，该场所内相关风险人员流动频繁，活动轨迹涉及上海市内多个区、多个场所，存在疫情社会传播潜在风险。上海决定对黄浦区、徐汇区、长宁区、静安区、普陀区、虹口区、杨浦区、闵行区、宝山区全域以及浦东新区、嘉定区、奉贤区部分区域开展全员核酸筛查，7月5日至7月7日开展“3天2检”（即3天内完成两次核酸检测，至少间隔24小时）。
7月5日，上海市新冠肺炎疫情防控工作领导小组办公室发布消息：因7月3日、4日上海市连续报告多例本土阳性感染者，活动轨迹均与普陀区兰溪路148号有关，该场所已被列为高风险区。经进一步流调排查发现，该场所内相关风险人员流动频繁，活动轨迹涉及上海市内多个区、多个场所，存在疫情社会传播潜在风险。上海决定对黄浦区、徐汇区、长宁区、静安区、普陀区、虹口区、杨浦区、闵行区、宝山区全域以及浦东新区、嘉定区、奉贤区部分区域开展全员核酸筛查，7月5日至7月7日开展“3天2检”（即3天内完成两次核酸检测，至少间隔24小时）。
7月6日“浦东发布”微信公众号消息，浦东新区将于7月6日至7月8日开展全域全员“3天2检”(即3天内完成两次核酸检测，至少间隔24小时)。采样时间：7月6日(周三)17:00-22:00；7月8日(周五)6:00-12:00。有当日采样记录的市民可不参加集中筛查。筛查期间，需持48小时内核酸阴性证明或24小时内核酸采样证明出社区(单位、场所)。
7月8日全员核酸，松江区，闵行区。
7月9日全员核酸，松江区，金山区，浦东新区，青浦区，嘉定区，虹口区，杨浦区，闵行区。7月10日全员核酸，松江区，静安区，徐汇区，宝山区，黄浦区，普陀区，长宁区，浦东新区，闵行区。
7月11日，晏波表示，近几日，本市迎来了超过40摄氏度的高温天。在全域筛查时避开午间高温时段，将筛查开始时间安排在早上6点或者下午17点。引导更多常态化采样点提供“一早一晚”服务：早上早一点，开始时间提前到7点；晚上晚一点，结束时间延长到22点。目前全区已有一半约2000个常态化采样点位提供“一早一晚”服务。同时适当加开夜间常态化采样点，并开放61个24小时常态化采样点。
7月12日至14日，黄浦区、徐汇区、长宁区、静安区、普陀区、虹口区、杨浦区、闵行区、宝山区全域以及其余行政区中有阳性感染者轨迹的街道（镇）开展全员核酸筛查，开展“3天2检”（即3天内完成两次核酸检测，两次核酸检测至少间隔24小时）。7月19日至7月21日，上海多區再次开展“3天2检”。
7月16日，松江区，金山区，浦东新区，普陀区，青浦区，嘉定区，虹口区，杨浦区，静安区，黄浦区，闵行区全员核酸。7月17日，松江区，徐汇区，宝山区，长宁区全员核酸 。
上海的疫情管控措施在7月“升级”，多地实施“只进不出”管理，导致有些民众担心管控措施是否会恢复至“封城”状态。
7月26日至7月28日，黄浦区、徐汇区、长宁区、静安区、普陀区、虹口区、杨浦区、闵行区、宝山区全域和其余行政区有阳性感染者轨迹的街道（镇）开展全员核酸筛查，期间开展“3天2检”（即3天内完成两次核酸检测，至少间隔24小时）。各区可根据本辖区实际合理安排筛查时间。7月26日，杨浦区发布通告于27日至29日晚间连续开展3次全员核酸筛查。
8月2日至4日，静安区、普陀区、虹口区、杨浦区、宝山区全域和其余行政区有阳性感染者轨迹的街道（镇）开展全员核酸筛查。开展“3天2检”（即3天内完成两次核酸检测，至少间隔24小时）。各区可根据本辖区实际，合理安排筛查时间。
8月5日起，上海市決定將核酸检测有效时间改回以核酸检测出具报告时间为准。
8月11日上午五時至八時，閔行區開展全區全員核酸篩查（梅隴鎮另行安排），採樣時間段實行封閉管理，採樣結束後即解除封閉。
9月2日傍晚17:00-22:00增加开展一次閔行全區全员核酸筛查（虹桥镇另行安排），采样时间段实行封闭管理，采样结束后即解除封闭。9月3日至4日期间，松江區分区域分时段开展一轮全员核酸筛查。9月4日靜安區开展全区全员核酸筛查。9月5日，靜安區居民凭前一天核酸采样记录出入居村，沿街商户、企事业单位的从业人员凭前一天核酸采样记录上岗、出入单位。
上海全市常态化核酸检测点继续提供免费服务至2022年10月31日。另外上海市民若7天內無核酸檢測記錄，「隨申碼」將會被賦黃碼。

#### 分区防疫
根据上海市疫情形势和国务院联防联控机制《新型冠状病毒肺炎防控方案（第九版）》相关规定，上海市采用新版方案划定高、中、低风险区域。对于病例和无症状感染者居住地，以及活动频繁且疫情传播风险较高的工作地和活动地等区域划为高风险区。连续7天无新增感染者，且第7天风险区域内所有人员完成一轮核酸筛查均为阴性，降为中风险区；连续3天无新增感染者降为低风险区；对于病例和无症状感染者停留和活动一定时间，且可能具有疫情传播风险的工作地和活动地等区域划为中风险区。连续7天无新增感染者，且第7天风险区域内所有人员完成一轮核酸筛查均为阴性，降为低风险区；对于中高风险区所在街道（镇）的其他地区为低风险区。所有中高风险区解除后，街道（镇）全域实施常态化防控措施。
7月3日，上海新增一个地方被列为高风险区，2个地方被列为中风险区。截至8月7日，上海全市疫情风险区“清零”，全市实施常态化防控措施。
截至8月14日，上海市共有7个高风险区，8个中风险区和4个低风险区。
| 区       | 街道（及范围） | 调整日期 |
| -------- | --- | --- |
| 普陀区   | 长风新村街道光复西路2077弄小区                                                                                                 | 常态化防控区域→高风险：7月3日 高风险→恢复常态化防控：7月13日 |
| 普陀区   | 曹杨新村街道兰溪路148号 | 常态化防控区域→高风险：7月5日 高风险→恢复常态化防控：7月15日 |
| 普陀区   | 长风新村街道其他地区 | 常态化防控区域→低风险（第一次）：7月3日 低风险→恢复常态化防控：7月15日 常态化防控区域→低风险（第二次）：7月16日 低风险→恢复常态化防控：7月22日                                                                          |
| 普陀区   | 曹杨新村街道其他地区 | 常态化防控区域→低风险：7月3日 低风险→恢复常态化防控：7月15日 |
| 普陀区   | 石泉路街道石泉一村 | 常态化防控区域→中风险：7月5日 |
| 普陀区   | 曹杨新村街道芙蓉园小区 | 常态化防控区域→中风险：7月5日 中风险→恢复常态化防控：7月12日 |
| 普陀区   | 石泉路街道其他地区 | 常态化防控区域→低风险：7月5日 低风险→恢复常态化防控：7月15日 常态化防控区域→低风险：7月22日 低风险→恢复常态化防控：7月28日                                                                                              |
| 普陀区   | 长寿路街道长寿路393号如家精选酒店                                                                                              | 常态化防控区域→中风险：7月6日 |
| 普陀区   | 甘泉路街道西乡路91弄 | 常态化防控区域→中风险：7月6日 |
| 普陀区   | 石泉路街道中山北路2451弄200支弄                                                                                                | 常态化防控区域→中风险：7月6日 中风险→恢复常态化防控：7月13日 |
| 普陀区   | 石泉路街道曹杨路1208号智尚酒店                                                                                                 | 常态化防控区域→中风险：7月6日 中风险→恢复常态化防控：7月13日 |
| 普陀区   | 石泉路街道管弄路61弄 | 常态化防控区域→中风险：7月6日 中风险→恢复常态化防控：7月13日 |
| 普陀区   | 真如镇街道真如西村116-119号文艺小院                                                                                            | 常态化防控区域→中风险：7月6日 中风险→恢复常态化防控：7月13日 |
| 普陀区   | 长寿路街道其他地区 | 常态化防控区域→低风险：7月6日 低风险→恢复常态化防控：7月17日 常态化防控区域→低风险：7月22日 低风险→恢复常态化防控：7月28日                                                                                              |
| 普陀区   | 甘泉路街道其他地区 | 常态化防控区域→低风险：7月6日 低风险→恢复常态化防控：7月21日 |
| 普陀区   | 真如镇街道其他地区 | 常态化防控区域→低风险：7月6日 低风险→恢复常态化防控：7月20日 |
| 普陀区   | 甘泉路街道双山小区 | 常态化防控区域→中风险：7月7日 中风险→恢复常态化防控：7月13日 |
| 普陀区   | 真如镇街道铜川路1781弄 | 常态化防控区域→中风险：7月7日 中风险→恢复常态化防控：7月14日 |
| 普陀区   | 长寿路街道长寿路777号西部俊园                                                                                                  | 常态化防控区域→中风险：7月7日 中风险→恢复常态化防控：7月15日 |
| 普陀区   | 长寿路街道光复西路211弄 | 常态化防控区域→中风险：7月7日 中风险→恢复常态化防控：7月14日 |
| 普陀区   | 石泉路街道石岚三村（37-50号）                                                                                                  | 常态化防控区域→中风险：7月7日 中风险→恢复常态化防控：7月14日 |
| 普陀区   | 石泉路街道管弄路251弄 | 常态化防控区域→中风险：7月7日 中风险→恢复常态化防控：7月14日 |
| 普陀区   | 真如镇街道清涧路39弄 | 常态化防控区域→中风险：7月7日 中风险→恢复常态化防控：7月14日 |
| 普陀区   | 真如镇街道金汤路353弄 | 常态化防控区域→中风险：7月7日 中风险→恢复常态化防控：7月14日 |
| 普陀区   | 真如镇街道兰溪路436号F1精品酒店                                                                                                | 常态化防控区域→中风险：7月7日 中风险→恢复常态化防控：7月14日 |
| 普陀区   | 真如镇街道曹杨路2170弄恒力锦沧花园                                                                                             | 常态化防控区域→中风险：7月7日 中风险→恢复常态化防控：7月14日 |
| 普陀区   | 万里街道紫颐园公寓 | 常态化防控区域→中风险：7月7日 中风险→恢复常态化防控：7月14日 |
| 普陀区   | 万里街道其他地区 | 常态化防控区域→低风险：7月7日 低风险→恢复常态化防控：7月14日 |
| 普陀区   | 长寿路街道西康路1369号澳门大厦A栋                                                                                              | 常态化防控区域→中风险：7月8日 中风险→恢复常态化防控：7月15日 |
| 普陀区   | 石泉路街道武宁路864号一楼-2聚茗轩茶庄                                                                                          | 常态化防控区域→中风险：7月8日 中风险→恢复常态化防控：7月15日 |
| 普陀区   | 宜川路街道宜川六村76号、77号、86号底层陈记便利店                                                                               | 常态化防控区域→中风险：7月8日 中风险→恢复常态化防控：7月15日 |
| 普陀区   | 真如镇街道铜川路1168弄 | 常态化防控区域→中风险：7月8日 中风险→恢复常态化防控：7月15日 |
| 普陀区   | 真如镇街道铜川路999弄 | 常态化防控区域→中风险：7月8日 中风险→恢复常态化防控：7月15日 |
| 普陀区   | 宜川路街道其他地区 | 常态化防控区域→低风险：7月7日 低风险→恢复常态化防控：7月15日 |
| 普陀区   | 甘泉路街道新村路39弄 | 常态化防控区域→中风险：7月9日 中风险→恢复常态化防控：7月16日 |
| 普陀区   | 石泉路街道礼泉路300弄 | 常态化防控区域→中风险：7月9日 中风险→恢复常态化防控：7月16日 |
| 普陀区   | 石泉路街道新兰田小区 | 常态化防控区域→中风险：7月9日 中风险→恢复常态化防控：7月16日 |
| 普陀区   | 桃浦镇绿杨路51弄 | 常态化防控区域→中风险：7月9日 中风险→恢复常态化防控：7月16日 |
| 普陀区   | 长风新村街道宁夏路353弄 | 常态化防控区域→中风险：7月9日 中风险→恢复常态化防控：7月15日 |
| 普陀区   | 长征镇清峪路81弄41-55幢 | 常态化防控区域→中风险：7月9日 中风险→恢复常态化防控：7月16日 |
| 普陀区   | 桃浦镇其他地区 | 常态化防控区域→低风险（第一次）：7月9日 低风险→恢复常态化防控：7月15日 常态化防控区域→低风险（第一次）：7月20日 低风险→恢复常态化防控：7月30日                                                                          |
| 普陀区   | 长征镇其他地区 | 常态化防控区域→低风险：7月9日 低风险→恢复常态化防控：7月15日 |
| 普陀区   | 甘泉路街道志丹路176号佰隆商务楼                                                                                                | 常态化防控区域→中风险：7月10日 中风险→恢复常态化防控：7月16日 |
| 普陀区   | 长风新村街道宁夏路366弄 | 常态化防控区域→中风险：7月10日 中风险→恢复常态化防控：7月15日 |
| 普陀区   | 长寿路街道常德路1298弄长寿新村                                                                                                 | 常态化防控区域→中风险：7月10日 中风险→恢复常态化防控：7月17日 |
| 普陀区   | 长寿路街道居安小区 | 常态化防控区域→中风险：7月10日 中风险→恢复常态化防控：7月17日 |
| 普陀区   | 真如镇街道真北路2087弄52支弄                                                                                                   | 常态化防控区域→中风险：7月12日 中风险→恢复常态化防控：7月17日 |
| 普陀区   | 真如镇街道清涧路187弄（高层）                                                                                                  | 常态化防控区域→中风险：7月13日 中风险→恢复常态化防控：7月19日 |
| 普陀区   | 真如镇街道南石二路135号兰溪公寓                                                                                                | 常态化防控区域→中风险：7月14日 中风险→恢复常态化防控：7月20日 |
| 普陀区   | 甘泉路街道黄陵路200弄 | 常态化防控区域→中风险：7月15日 中风险→恢复常态化防控：7月21日 |
| 普陀区   | 长风新村街道长风二村风荷苑小区150-157号、163-186号                                                                             | 常态化防控区域→中风险：7月16日 中风险→恢复常态化防控：7月22日 |
| 普陀区   | 桃浦镇连亮路111弄 | 常态化防控区域→高风险：7月20日 高风险→恢复常态化防控：7月30日 |
| 普陀区   | 石泉路街道礼泉路140号甲 | 常态化防控区域→中风险：7月22日 中风险→恢复常态化防控：7月28日 |
| 普陀区   | 长寿路街道东新路115弄武宁一村                                                                                                  | 常态化防控区域→中风险：7月22日 中风险→恢复常态化防控：7月28日 |
| 普陀区   | 桃浦镇古浪路518弄396-402号安祁古浪新苑                                                                                         | 常态化防控区域→中风险：7月23日 中风险→恢复常态化防控：7月29日 |
| 普陀区   | 曹杨新村街道曹杨路710弄 | 常态化防控区域→高风险：7月25日 高风险→恢复常态化防控：8月4日 |
| 普陀区   | 曹杨新村街道 | 常态化防控区域→低风险：7月25日 低风险→恢复常态化防控：8月4日 |
| 普陀区   | 宜川路街道泰山二村小区 | 常态化防控区域→中风险：7月27日 中风险→恢复常态化防控：8月2日 |
| 普陀区   | 宜川路街道 | 常态化防控区域→低风险：7月27日 低风险→恢复常态化防控：8月2日 |
| 普陀区   | 宜川路街道远景路616号A座106室                                                                                                  | 常态化防控区域→中风险：9月6日 解除管控：9月13日 |
| 普陀区   | 宜川路街道 | 常态化防控区域→低风险：9月6日 低风险→恢复常态化防控：9月17日 |
| 普陀区   | 宜川路街道交通路1913弄1-10号、15-18号                                                                                          | 低风险→中风险：9月10日 中风险→解除管控：9月17日 |
| 松江区   | 小昆山镇平原街86弄平原新村 | 常态化防控区域→高风险：7月6日 高风险→恢复常态化防控：7月15日 |
| 松江区   | 小昆山镇其他地區 | 常态化防控区域→低风险：7月6日 低风险→恢复常态化防控：7月15日 |
| 松江区   | 九里亭街道涞寅路658弄绿庭尚城                                                                                                  | 常态化防控区域→中风险：7月7日 中风险→恢复常态化防控：7月14日 |
| 松江区   | 九里亭街道其他地区 | 常态化防控区域→低风险：7月7日 低风险→恢复常态化防控：7月15日 |
| 松江区   | 九亭镇九新公路180弄云润家园 | 常态化防控区域→中风险：7月7日 中风险→恢复常态化防控：7月13日 |
| 松江区   | 九亭镇其他地区 | 常态化防控区域→低风险（第一次）：7月7日 低风险→恢复常态化防控：7月13日 常态化防控区域→低风险（第二次）：7月16日 低风险→恢复常态化防控：7月25日                                                                          |
| 松江区   | 车墩镇大官塘路180弄松南城善德苑                                                                                                | 常态化防控区域→高风险：7月9日 高风险→恢复常态化防控：7月18日 |
| 松江区   | 车墩镇其他地区 | 常态化防控区域→低风险：7月9日 低风险→恢复常态化防控：7月18日 |
| 松江区   | 九里亭街道涞坊路333弄志成花苑                                                                                                  | 常态化防控区域→中风险：7月10日 中风险→恢复常态化防控：7月15日 |
| 松江区   | 九亭镇同利路19-59号、36-68号                                                                                                   | 常态化防控区域→高风险：7月16日 高风险→恢复常态化防控：7月25日 |
| 松江区   | 九亭镇易富路、盛龙路、潘家浜、泗马塘的合围区(除同利路19-59号、36-68号外)                                                       | 常态化防控区域→高风险：7月16日 中风险→恢复常态化防控：7月23日 |
| 松江区   | 车墩镇大官塘路180弄松南城善德苑                                                                                                | 常态化防控区域→高风险：7月25日 高风险→恢复常态化防控：8月4日 |
| 松江区   | 车墩镇 | 常态化防控区域→低风险：7月25日 低风险→恢复常态化防控：8月4日 |
| 松江区   | 车墩镇旗亭路515弄松南城嘉泽里                                                                                                  | 常态化防控区域→中风险：7月26日 中风险→恢复常态化防控：8月1日 |
| 松江区   | 车墩镇旗亭路518弄松南城嘉隆坊                                                                                                  | 常态化防控区域→中风险：7月26日 中风险→恢复常态化防控：8月1日 |
| 松江区   | 佘山镇林荫新路1288号上海佘山茂御臻品之选酒店                                                                                   | 常态化防控区域→中风险：9月10日 中风险→恢复常态化防控：9月16日 |
| 松江区   | 广富林街道广富林路3260弄富林门10号宰相府酒店                                                                                   | 中风险→解除管控：9月13日 |
| 松江区   | 广富林街道三新北路1755弄复地香堤苑                                                                                             | 中风险→解除管控：9月13日 |
| 松江区   | 广富林街道三新北路1800弄三新生活园区                                                                                           | 高风险→解除管控：9月16日 |
| 松江区   | 广富林街道 | 低风险→常态化防控：9月16日 |
| 松江区   | 佘山镇 | 低风险→常态化防控：9月16日 |
| 嘉定区   | 安亭镇绿苑路82弄绿苑二邨 | 常态化防控区域→中风险：7月6日 中风险→恢复常态化防控：7月13日 |
| 嘉定区   | 安亭镇其他地区 | 常态化防控区域→低风险：7月6日 低风险→恢复常态化防控：7月18日 常态化防控区域→低风险：7月22日 低风险→恢复常态化防控：7月29日                                                                                              |
| 嘉定区   | 南翔镇蕰北公路2371弄浏翔花苑三区小区                                                                                           | 常态化防控区域→中风险：7月7日 中风险→恢复常态化防控：7月14日 |
| 嘉定区   | 南翔镇其他地区 | 常态化防控区域→低风险：7月7日 低风险→恢复常态化防控：7月17日 |
| 嘉定区   | 真新街道曹安公路1611号5楼e族公寓                                                                                               | 常态化防控区域→中风险：7月8日 中风险→恢复常态化防控：7月14日 |
| 嘉定区   | 真新街道其他地区 | 常态化防控区域→低风险：7月8日 低中风险→恢复常态化防控：7月14日 |
| 嘉定区   | 江桥镇鹤旋路500弄30号水岸秀苑                                                                                                  | 常态化防控区域→中风险：7月9日 中风险→恢复常态化防控：7月15日 |
| 嘉定区   | 江桥镇金沙江西路1555弄31、33、35、37号慧创C2园区                                                                               | 常态化防控区域→中风险：7月9日 中风险→恢复常态化防控：7月16日 |
| 嘉定区   | 江桥镇吴杨东路333弄221号城市岸泊                                                                                               | 常态化防控区域→中风险：7月9日 中风险→恢复常态化防控：7月15日 |
| 嘉定区   | 南翔镇宝翔路188弄三湘海尚名邸                                                                                                  | 常态化防控区域→中风险：7月9日 中风险→恢复常态化防控：7月16日 |
| 嘉定区   | 江桥镇其他地区 | 常态化防控区域→低风险：7月9日 低风险→恢复常态化防控：7月15日 |
| 嘉定区   | 安亭镇泽普路588弄井亭苑 | 常态化防控区域→中风险：7月10日 中风险→恢复常态化防控：7月16日 |
| 嘉定区   | 江桥镇鹤友路336弄万达城市公寓                                                                                                  | 常态化防控区域→中风险：7月10日 中风险→恢复常态化防控：7月16日 |
| 嘉定区   | 江桥镇华江支路328弄天际蓝桥 | 常态化防控区域→中风险：7月10日 中风险→恢复常态化防控：7月16日 |
| 嘉定区   | 嘉定工业区沪宜公路3128号绿地嘉尚国际广场                                                                                       | 常态化防控区域→中风险：7月11日 中风险→恢复常态化防控：7月17日 |
| 嘉定区   | 马陆镇立新路80弄嘉新小区1-36号片区                                                                                             | 常态化防控区域→中风险：7月11日 中风险→恢复常态化防控：7月17日 |
| 嘉定区   | 马陆镇云屏路388弄中信泰富嘉苑小区                                                                                              | 常态化防控区域→中风险：7月11日 中风险→恢复常态化防控：7月18日 |
| 嘉定区   | 南翔镇德园路1259弄溪岸澜庭小区                                                                                                 | 常态化防控区域→中风险：7月11日 中风险→恢复常态化防控：7月17日 |
| 嘉定区   | 嘉定工业区其他地区 | 常态化防控区域→低风险：7月9日 低风险→恢复常态化防控：7月17日 |
| 嘉定区   | 马陆镇其他地区 | 常态化防控区域→低风险：7月9日 低风险→恢复常态化防控：7月18日 |
| 嘉定区   | 安亭镇漳翔路1165号 | 常态化防控区域→中风险：7月12日 中风险→恢复常态化防控：7月18日 |
| 嘉定区   | 安亭镇新源路1025弄澳丽映象嘉园小区                                                                                             | 常态化防控区域→中风险：7月22日 中风险→恢复常态化防控：7月29日 |
| 嘉定区   | 华亭镇联三村高桥金家村民组 | 常态化防控区域→中风险：7月25日 |
| 嘉定区   | 华亭镇霜竹公路104号翰澎科技有限公司                                                                                            | 常态化防控区域→中风险：7月25日 中风险→恢复常态化防控：8月1日 |
| 嘉定区   | 华亭镇 | 常态化防控区域→低风险：7月25日 低风险→恢复常态化防控：8月1日 |
| 嘉定区   | 徐行镇和桥村施庙季宅村民组（水路浜以东区域）                                                                                   | 常态化防控区域→中风险：7月28日 中风险→恢复常态化防控：8月3日 |
| 嘉定区   | 徐行镇 | 常态化防控区域→低风险：7月28日 低风险→恢复常态化防控：8月3日 |
| 徐汇区   | 漕河泾街道融水路99弄石龙春晓C区                                                                                                | 常态化防控区域→中风险：7月6日 中风险→恢复常态化防控：7月13日 |
| 徐汇区   | 枫林街道医学院路110弄中山新村                                                                                                  | 常态化防控区域→中风险：7月6日 中风险→恢复常态化防控：7月13日 |
| 徐汇区   | 斜土路街道大木桥路600弄江南新村                                                                                                | 常态化防控区域→中风险：7月6日 中风险→恢复常态化防控：7月13日 |
| 徐汇区   | 漕河泾街道其他地区 | 常态化防控区域→低风险：7月6日 低风险→恢复常态化防控：7月17日 |
| 徐汇区   | 枫林街道其他地区 | 常态化防控区域→低风险：7月6日 低风险→恢复常态化防控：7月15日 |
| 徐汇区   | 斜土路街道其他地区 | 常态化防控区域→低风险：7月6日 低风险→恢复常态化防控：7月15日 |
| 徐汇区   | 枫林街道小木桥路440弄 | 常态化防控区域→中风险：7月8日 中风险→恢复常态化防控：7月15日 |
| 徐汇区   | 斜土路街道肇嘉浜路407号 | 常态化防控区域→中风险：7月8日 中风险→恢复常态化防控：7月15日 |
| 徐汇区   | 徐家汇街道番禺路650弄 | 常态化防控区域→中风险：7月9日 中风险→恢复常态化防控：7月15日 |
| 徐汇区   | 徐家汇街道柿子湾小区（宜山路250弄14-28号、宜山路220弄1-4号、徐虹北路28弄1-4号）                                                | 常态化防控区域→中风险：7月9日 中风险→恢复常态化防控：7月15日 |
| 徐汇区   | 徐家汇街道其他地区 | 常态化防控区域→低风险：7月9日 低风险→恢复常态化防控：7月15日 |
| 徐汇区   | 漕河泾街道漕宝路86号F座 | 常态化防控区域→中风险：7月10日 中风险→恢复常态化防控：7月17日 |
| 徐汇区   | 华泾镇华泾路1000弄 | 常态化防控区域→高风险：7月10日 高风险→恢复常态化防控：7月19日 |
| 徐汇区   | 华泾镇的其他地区 | 常态化防控区域→低风险：7月10日 低风险→恢复常态化防控：7月19日 |
| 徐汇区   | 凌云路街道天等路430弄书香苑小区                                                                                                | 常态化防控区域→中风险：7月12日 中风险→恢复常态化防控：7月17日 |
| 徐汇区   | 凌云路街道其他地区 | 常态化防控区域→低风险：7月12日 低风险→恢复常态化防控：7月20日 |
| 徐汇区   | 凌云路街道梅陇七村 | 常态化防控区域→中风险：7月15日 中风险→恢复常态化防控：7月20日 |
| 徐汇区   | 华泾镇龙吴路2418弄华欣家园 | 常态化防控区域→高风险：8月11日 |
| 徐汇区   | 华泾镇华发路329号2楼卫强足浴店                                                                                                 | 常态化防控区域→高风险：8月11日 |
| 徐汇区   | 华泾镇 | 常态化防控区域→低风险：8月11日 |
| 徐汇区   | 华泾镇华发路406弄、368弄馨宁公寓                                                                                               | 常态化防控区域→高风险：8月12日 |
| 徐汇区   | 华泾镇华展路107-125号沿街商铺和华展路113号2楼棋牌室                                                                            | 常态化防控区域→中风险：8月12日 |
| 徐汇区   | 嘉陵路及其延伸段以东，石龙路以南，龙川北路以西，张家塘以北区域                                                                 | 常态化防控区域→中风险：8月13日 |
| 徐汇区   | 漕河泾街道 | 常态化防控区域→低风险：8月13日 |
| 徐汇区   | 长桥街道 | 常态化防控区域→低风险：8月13日 |
| 徐汇区   | 华泾镇龙吴路2888弄盛华景苑 | 常态化防控区域→中风险：8月14日 |
| 崇明区   | 东平镇平悦路80弄瀛丰嘉苑小区                                                                                                   | 常态化防控区域→中风险：7月17日 中风险→恢复常态化防控：7月24日 |
| 崇明区   | 东平镇 | 常态化防控区域→低风险：7月17日 低风险→恢复常态化防控：7月24日 |
| 静安区   | 临汾路街道临汾路541号、551号、573号、583号                                                                                     | 常态化防控区域→高风险：7月5日 中风险→恢复常态化防控：7月12日 |
| 静安区   | 临汾路街道其他地区 | 常态化防控区域→低风险：7月5日（第一次） 低风险→恢复常态化防控：7月12日 常态化防控区域→低风险：7月12日（第二次） 中风险→恢复常态化防控：7月22日                                                                          |
| 静安区   | 共和新路街道沪太路785号B座501西区天空音乐量贩式KTV                                                                             | 常态化防控区域→高风险：7月6日 高风险→恢复常态化防控：7月15日 |
| 静安区   | 彭浦镇永和二村 | 常态化防控区域→中风险：7月6日 中风险→恢复常态化防控：7月12日 |
| 静安区   | 彭浦镇阳城路388弄 | 常态化防控区域→中风险：7月6日 中风险→恢复常态化防控：7月13日 |
| 静安区   | 曹家渡街道长宁路189号、177号                                                                                                   | 常态化防控区域→中风险：7月6日 中风险→恢复常态化防控：7月12日 |
| 静安区   | 曹家渡街道新闸路1990弄、金家巷西弄                                                                                             | 常态化防控区域→中风险：7月6日 中风险→恢复常态化防控：7月13日 |
| 静安区   | 大宁路街道大宁路660弄 | 常态化防控区域→中风险：7月6日 中风险→恢复常态化防控：7月13日 |
| 静安区   | 共和新路街道其他地区 | 常态化防控区域→低风险：7月6日 低风险→恢复常态化防控：7月17日 |
| 静安区   | 彭浦镇其他地区 | 常态化防控区域→低风险：7月6日 低风险→恢复常态化防控：7月15日 |
| 静安区   | 曹家渡街道其他地区 | 常态化防控区域→低风险（第一次）：7月6日 低风险→恢复常态化防控：7月13日 常态化防控区域→低风险（第二次）：7月14日 低风险→恢复常态化防控：7月19日                                                                          |
| 静安区   | 大宁路街道其他地区 | 常态化防控区域→低风险：7月6日 低风险→恢复常态化防控：7月14日 |
| 静安区   | 彭浦镇沪太路1329弄 | 常态化防控区域→中风险：7月7日 中风险→恢复常态化防控：7月13日 |
| 静安区   | 南京西路街道大沽路422号 | 常态化防控区域→中风险：7月7日 中风险→恢复常态化防控：7月13日 |
| 静安区   | 彭浦镇永和路880弄 | 常态化防控区域→中风险：7月7日 中风险→恢复常态化防控：7月14日 |
| 静安区   | 天目西路街道普善路128弄（中华新路939弄）                                                                                       | 常态化防控区域→中风险：7月7日 中风险→恢复常态化防控：7月14日 |
| 静安区   | 芷江西路街道大统路1033弄6-8号                                                                                                  | 常态化防控区域→中风险：7月7日 中风险→恢复常态化防控：7月14日 |
| 静安区   | 南京西路街道其他地区 | 常态化防控区域→低风险：7月7日 低风险→恢复常态化防控：7月19日 |
| 静安区   | 天目西路街道其他地区 | 常态化防控区域→低风险：7月7日 低风险→恢复常态化防控：7月14日 |
| 静安区   | 芷江西路街道其他地区 | 常态化防控区域→低风险（第一次）：7月7日 低风险→恢复常态化防控：7月14日 常态化防控区域→低风险（第二次）：7月16日 低风险→恢复常态化防控：7月25日                                                                          |
| 静安区   | 大宁路街道广延路415号 | 常态化防控区域→中风险：7月8日 中风险→恢复常态化防控：7月14日 |
| 静安区   | 彭浦镇永灵小区 | 常态化防控区域→中风险：7月8日 中风险→恢复常态化防控：7月14日 |
| 静安区   | 南京西路街道大沽路395号 | 常态化防控区域→高风险：7月9日 高风险→恢复常态化防控：7月16日 |
| 静安区   | 宝山路街道通阁路200弄1-2号 | 常态化防控区域→高风险：7月9日 中风险→恢复常态化防控：7月15日 |
| 静安区   | 宝山路街道其他地区 | 常态化防控区域→低风险（第一次）：7月9日 低风险→恢复常态化防控：7月17日 常态化防控区域→低风险（第二次）：7月18日 低风险→恢复常态化防控：7月24日                                                                          |
| 静安区   | 宝山路街道宝昌路520弄 | 常态化防控区域→中风险：7月10日 中风险→恢复常态化防控：7月16日 |
| 静安区   | 共和新路街道柳营路719号 | 常态化防控区域→中风险：7月10日 中风险→恢复常态化防控：7月15日 |
| 静安区   | 彭浦镇沪太支路668弄1-5号 | 常态化防控区域→中风险：7月10日 中风险→恢复常态化防控：7月16日 |
| 静安区   | 共和新路街道柳营路515弄 | 常态化防控区域→中风险：7月11日 中风险→恢复常态化防控：7月17日 |
| 静安区   | 江宁路街道静安豪景苑（康定路501弄、武定路650弄）                                                                               | 常态化防控区域→中风险：7月11日 中风险→恢复常态化防控：7月17日 |
| 静安区   | 彭浦新村街道三泉路900弄 | 常态化防控区域→中风险：7月11日 中风险→恢复常态化防控：7月17日 |
| 静安区   | 江宁路街道其他地区 | 常态化防控区域→低风险：7月11日 低风险→恢复常态化防控：7月22日 |
| 静安区   | 彭浦新村街道其他地区 | 常态化防控区域→低风险：7月11日 低风险→恢复常态化防控：8月2日 |
| 静安区   | 南京西路街道延安中路740弄 | 常态化防控区域→中风险：7月14日 中风险→恢复常态化防控：7月19日 |
| 静安区   | 彭浦新村街道保德路1238弄（38号-42号，48号-52号，58号-62号，68号-72号，78号-82号，88号-92号）                                   | 常态化防控区域→中风险：7月14日 中风险→恢复常态化防控：7月20日 |
| 静安区   | 宝山路街道止园路406弄 | 常态化防控区域→中风险：7月14日 中风险→恢复常态化防控：7月17日 |
| 静安区   | 宝山路街道宝山路450弄奔腾新干线公寓                                                                                            | 常态化防控区域→中风险：7月14日 中风险→恢复常态化防控：7月17日 |
| 静安区   | 曹家渡街道达安花园二期（长寿路999弄21号-34号）                                                                                 | 常态化防控区域→中风险：7月14日 中风险→恢复常态化防控：7月19日 |
| 静安区   | 共和新路街道洛川东路99号 | 常态化防控区域→中风险：7月14日 中风险→恢复常态化防控：7月17日 |
| 静安区   | 彭浦新村街道保德路641弄 | 常态化防控区域→中风险：7月15日 中风险→恢复常态化防控：7月20日 |
| 静安区   | 芷江西路街道虬江路1489-1499号                                                                                                  | 常态化防控区域→中风险：7月16日 中风险→恢复常态化防控：7月22日 |
| 静安区   | 江宁路街道静安枫景苑（武定路801弄、新闸路1550弄）                                                                              | 常态化防控区域→中风险：7月16日 中风险→恢复常态化防控：7月22日 |
| 静安区   | 彭浦新村街道临汾路1244弄 | 常态化防控区域→中风险：7月17日 中风险→恢复常态化防控：7月23日 |
| 静安区   | 宝山路街道虬江路1150号局南村一支弄                                                                                             | 常态化防控区域→中风险：7月18日 中风险→恢复常态化防控：7月24日 |
| 静安区   | 宝山路街道止园路383号 | 常态化防控区域→中风险：7月18日 中风险→恢复常态化防控：7月23日 |
| 静安区   | 彭浦新村街道共康四村第二居民区北区                                                                                             | 常态化防控区域→中风险：7月18日 中风险→恢复常态化防控：7月24日 |
| 静安区   | 江杨南路466弄22-23号 | 常态化防控区域→中风险：7月19日 中风险→恢复常态化防控：7月22日 |
| 静安区   | 芷江西路街道新马路258弄 | 常态化防控区域→中风险：7月20日 中风险→恢复常态化防控：7月25日 |
| 静安区   | 彭浦新村街道彭三小区二期 | 常态化防控区域→中风险：7月21日 中风险→恢复常态化防控：7月28日 |
| 静安区   | 彭浦新村街道共康四村第二居民区南区                                                                                             | 常态化防控区域→中风险：7月25日 中风险→恢复常态化防控：7月31日 |
| 静安区   | 彭浦新村街道彭顺小区 | 常态化防控区域→中风险：7月26日 中风险→恢复常态化防控：8月1日 |
| 静安区   | 彭浦新村街道星际花苑 | 常态化防控区域→中风险：7月26日 |
| 静安区   | 石门二路街道南苏州路1539弄 | 常态化防控区域→中风险：7月27日 中风险→恢复常态化防控：8月1日 |
| 静安区   | 石门二路街道 | 常态化防控区域→低风险：7月27日 低风险→恢复常态化防控：8月1日 |
| 静安区   | 天目西路街道秣陵路83号汉庭酒店                                                                                                 | 常态化防控区域→高风险：9月6日 高风险→解除管控：9月17日 |
| 静安区   | 天目西路街道 | 常态化防控区域→低风险：9月6日 低风险→恢复常态化防控：9月17日 |
| 浦东新区 | 上钢新村街道上钢二村小区 | 常态化防控区域→高风险：7月4日 高风险→恢复常态化防控：7月14日 |
| 浦东新区 | 上钢新村街道其他地區 | 常态化防控区域→低风险：7月4日 低风险→恢复常态化防控：7月14日 |
| 浦东新区 | 金杨新村街道浦东大道2511弄19号城市e族公寓                                                                                      | 常态化防控区域→中风险：7月6日 中风险→恢复常态化防控：7月12日 |
| 浦东新区 | 金杨新村街道金杨新村十一街坊                                                                                                   | 常态化防控区域→中风险：7月6日 中风险→恢复常态化防控：7月13日 |
| 浦东新区 | 金桥镇浙桥路99号悦樘公寓 | 常态化防控区域→中风险：7月6日 中风险→恢复常态化防控：7月13日 |
| 浦东新区 | 金杨新村街道其他地區 | 常态化防控区域→中风险（第一次）：7月6日 中风险→恢复常态化防控：7月19日 常态化防控区域→低风险（第二次）：7月19日 低风险→恢复常态化防控：7月23日                                                                          |
| 浦东新区 | 金桥镇其他地區 | 常态化防控区域→低风险：7月6日 低风险→恢复常态化防控：7月15日 |
| 浦东新区 | 陆家嘴街道崂山五村小区 | 常态化防控区域→中风险：7月7日 中风险→恢复常态化防控：7月13日 |
| 浦东新区 | 潍坊新村街道东南新村小区 | 常态化防控区域→中风险：7月7日 中风险→恢复常态化防控：7月13日 |
| 浦东新区 | 曹路镇上川路1755号 | 常态化防控区域→中风险：7月7日 中风险→恢复常态化防控：7月14日 |
| 浦东新区 | 花木街道牡丹路145弄 | 常态化防控区域→中风险：7月7日 中风险→恢复常态化防控：7月14日 |
| 浦东新区 | 祝桥镇星火村（东至星学路，西至南祝路，南至星勤路，北至星火二组支路）                                                           | 常态化防控区域→中风险：7月7日 中风险→恢复常态化防控：7月14日 |
| 浦东新区 | 沪东新村街道沪新小区 | 常态化防控区域→中风险：7月7日 中风险→恢复常态化防控：7月14日 |
| 浦东新区 | 陆家嘴街道其他地区 | 常态化防控区域→低风险：7月7日 低风险→恢复常态化防控：7月15日 |
| 浦东新区 | 潍坊新村街道其他地区 | 常态化防控区域→低风险：7月7日 低风险→恢复常态化防控：7月19日 |
| 浦东新区 | 曹路镇其他地区 | 常态化防控区域→低风险：7月7日 低风险→恢复常态化防控：7月15日 |
| 浦东新区 | 花木街道其他地区 | 常态化防控区域→低风险（第一次）：7月7日 低风险→恢复常态化防控：7月17日 常态化防控区域→低风险（第二次）：7月19日 低风险→恢复常态化防控：7月27日                                                                          |
| 浦东新区 | 祝桥镇其他地区 | 常态化防控区域→低风险：7月7日 低风险→恢复常态化防控：7月14日 |
| 浦东新区 | 沪东新村街道其他地区 | 常态化防控区域→低风险：7月7日 低风险→恢复常态化防控：7月18日 |
| 浦东新区 | 北蔡镇博华路237弄文化馨苑小区                                                                                                  | 常态化防控区域→中风险：7月8日 中风险→恢复常态化防控：7月14日 |
| 浦东新区 | 川沙新镇城丰路15弄小区 | 常态化防控区域→中风险：7月8日 中风险→恢复常态化防控：7月14日 |
| 浦东新区 | 花木街道花木路500弄花木苑小区                                                                                                  | 常态化防控区域→中风险：7月8日 中风险→恢复常态化防控：7月15日 |
| 浦东新区 | 花木街道严杨路60弄小区 | 常态化防控区域→中风险：7月8日 中风险→恢复常态化防控：7月14日 |
| 浦东新区 | 陆家嘴街道富城路33号浦江楼 | 常态化防控区域→中风险：7月8日 中风险→恢复常态化防控：7月15日 |
| 浦东新区 | 陆家嘴街道荣成路9弄荣城花苑小区                                                                                                | 常态化防控区域→中风险：7月8日 中风险→恢复常态化防控：7月14日 |
| 浦东新区 | 康桥镇环桥路1488弄小区 | 常态化防控区域→高风险：7月8日 高风险→恢复常态化防控：7月18日 |
| 浦东新区 | 康桥镇其他地區 | 常态化防控区域→低风险：7月8日 低风险→恢复常态化防控：7月18日 |
| 浦东新区 | 川沙新镇其他地區 | 常态化防控区域→低风险（第一次）：7月8日 低风险→恢复常态化防控：7月15日 常态化防控区域→低风险（第二次）：7月21日 低风险→恢复常态化防控：7月28日                                                                          |
| 浦东新区 | 曹路镇川沙路669号暖暖花园公寓                                                                                                  | 常态化防控区域→中风险：7月9日 中风险→恢复常态化防控：7月15日 |
| 浦东新区 | 川沙新镇乔港路27、29、31、33号区域                                                                                             | 常态化防控区域→中风险：7月9日 中风险→恢复常态化防控：7月15日 |
| 浦东新区 | 东明路街道环林东路879弄衫林新月家园第一居民区                                                                                  | 常态化防控区域→中风险：7月9日 中风险→恢复常态化防控：7月15日 |
| 浦东新区 | 高桥镇陆凌村一组 | 常态化防控区域→中风险：7月9日 中风险→恢复常态化防控：7月15日 |
| 浦东新区 | 花木街道明月路199弄小区 | 常态化防控区域→中风险：7月9日 中风险→恢复常态化防控：7月15日 |
| 浦东新区 | 金杨新村街道香山新村西北街坊                                                                                                   | 常态化防控区域→中风险：7月9日 中风险→恢复常态化防控：7月15日 |
| 浦东新区 | 陆家嘴街道浦城路99弄仁恒滨江园                                                                                                 | 常态化防控区域→中风险：7月9日 中风险→恢复常态化防控：7月15日 |
| 浦东新区 | 唐镇东唐苑南区 | 常态化防控区域→中风险：7月9日 中风险→恢复常态化防控：7月15日 |
| 浦东新区 | 潍坊新村街道潍坊西路1弄世茂滨江花园（北区）                                                                                    | 常态化防控区域→中风险：7月9日 中风险→恢复常态化防控：7月15日 |
| 浦东新区 | 潍坊新村街道源竹小区 | 常态化防控区域→中风险：7月9日 中风险→恢复常态化防控：7月15日 |
| 浦东新区 | 潍坊新村街道竹南小区 | 常态化防控区域→中风险：7月9日 中风险→恢复常态化防控：7月15日 |
| 浦东新区 | 东明路街道其他地区 | 常态化防控区域→低风险：7月9日 低风险→恢复常态化防控：7月17日 |
| 浦东新区 | 高桥镇其他地区 | 常态化防控区域→低风险：7月9日 低风险→恢复常态化防控：7月15日 |
| 浦东新区 | 唐镇其他地区 | 常态化防控区域→低风险：7月9日 低风险→恢复常态化防控：7月15日 |
| 浦东新区 | 高东镇志伟路880号 | 常态化防控区域→中风险：7月10日 中风险→恢复常态化防控：7月17日 |
| 浦东新区 | 高行镇东高路18号海豚湾公寓 | 常态化防控区域→中风险：7月10日 中风险→恢复常态化防控：7月15日 |
| 浦东新区 | 高行镇思学路165弄高申北苑 | 常态化防控区域→中风险：7月10日 中风险→恢复常态化防控：7月16日 |
| 浦东新区 | 金桥镇金高路1764-1776双号商铺区域                                                                                              | 常态化防控区域→中风险：7月10日 中风险→恢复常态化防控：7月16日 |
| 浦东新区 | 高东镇其他地区 | 常态化防控区域→低风险：7月10日 低风险→恢复常态化防控：7月17日 |
| 浦东新区 | 高行镇其他地区 | 常态化防控区域→低风险：7月10日 低风险→恢复常态化防控：7月21日 |
| 浦东新区 | 北蔡镇文汇小区南区 | 常态化防控区域→中风险：7月11日 中风险→恢复常态化防控：7月18日 |
| 浦东新区 | 东明路街道环林西路848弄红枫苑                                                                                                  | 常态化防控区域→中风险：7月11日 中风险→恢复常态化防控：7月17日 |
| 浦东新区 | 高行镇东靖路669弄浦江东旭公寓北区                                                                                              | 常态化防控区域→中风险：7月11日 中风险→恢复常态化防控：7月17日 |
| 浦东新区 | 合庆镇华夏东路2938弄小区 | 常态化防控区域→中风险：7月11日 中风险→恢复常态化防控：7月17日 |
| 浦东新区 | 沪东新村街道寿光路78弄小区 | 常态化防控区域→中风险：7月11日 中风险→恢复常态化防控：7月18日 |
| 浦东新区 | 花木街道丁香路1089弄小区 | 常态化防控区域→中风险：7月11日 中风险→恢复常态化防控：7月17日 |
| 浦东新区 | 金杨新村街道博山东路553弄黄山始信苑                                                                                            | 常态化防控区域→中风险：7月11日 中风险→恢复常态化防控：7月17日 |
| 浦东新区 | 金杨新村街道罗山路665弄小区 | 常态化防控区域→中风险：7月11日 中风险→恢复常态化防控：7月17日 |
| 浦东新区 | 陆家嘴街道上港新村小区 | 常态化防控区域→中风险：7月11日 中风险→恢复常态化防控：7月16日 |
| 浦东新区 | 三林镇海阳路860弄东旺名苑 | 常态化防控区域→中风险：7月11日 中风险→恢复常态化防控：7月18日 |
| 浦东新区 | 周浦镇汇福家园平安里（南区）                                                                                                   | 常态化防控区域→中风险：7月11日 中风险→恢复常态化防控：7月17日 |
| 浦东新区 | 周浦镇其他地区 | 常态化防控区域→低风险：7月11日 低风险→恢复常态化防控：7月21日 常态化防控区域→低风险：7月25日 低风险→恢复常态化防控：8月5日                                                                                              |
| 浦东新区 | 合庆镇其他地区 | 常态化防控区域→低风险：7月11日 低风险→恢复常态化防控：7月17日 |
| 浦东新区 | 三林镇其他地区 | 常态化防控区域→低风险：7月11日 低风险→恢复常态化防控：7月21日 |
| 浦东新区 | 南码头路街道南码头路451弄 | 常态化防控区域→高风险：7月12日 高风险→恢复常态化防控：7月20日 |
| 浦东新区 | 南码头路街道浦三路12弄3号、5号、7号、9-16号、21-32号                                                                           | 常态化防控区域→高风险：7月12日 高风险→恢复常态化防控：7月20日 |
| 浦东新区 | 南码头路街道其他地区 | 常态化防控区域→低风险：7月12日 低风险→恢复常态化防控：7月22日 |
| 浦东新区 | 南码头路街道浦三路858弄兴荣家园                                                                                                | 常态化防控区域→中风险：7月12日 中风险→恢复常态化防控：7月18日 |
| 浦东新区 | 周浦镇里仁村1101号-1118号区域                                                                                                  | 常态化防控区域→中风险：7月13日 中风险→恢复常态化防控：7月18日 |
| 浦东新区 | 北蔡镇中界村复兴队苏家宅 | 常态化防控区域→中风险：7月13日 中风险→恢复常态化防控：7月19日 |
| 浦东新区 | 潍坊新村街道浦电路331弄、305弄                                                                                                 | 常态化防控区域→中风险：7月13日 中风险→恢复常态化防控：7月19日 |
| 浦东新区 | 南码头路街道东三小区 | 常态化防控区域→中风险：7月14日 中风险→恢复常态化防控：7月19日 |
| 浦东新区 | 金杨新村街道浦东大道2511弄19-5号（长新汽修厂）                                                                                 | 常态化防控区域→中风险：7月14日 中风险→恢复常态化防控：7月19日 |
| 浦东新区 | 周浦镇韵浦路167弄沈默花苑 | 常态化防控区域→中风险：7月14日 中风险→恢复常态化防控：7月21日 |
| 浦东新区 | 三林镇同济村果园队 | 常态化防控区域→中风险：7月15日 中风险→恢复常态化防控：7月20日 |
| 浦东新区 | 三林镇西泰林路158弄环球翡翠湾                                                                                                  | 常态化防控区域→中风险：7月15日 中风险→恢复常态化防控：7月21日 |
| 浦东新区 | 高行镇东沟三村小区 | 常态化防控区域→中风险：7月15日 中风险→恢复常态化防控：7月21日 |
| 浦东新区 | 南码头路街道胶南小区 | 常态化防控区域→中风险：7月16日 中风险→恢复常态化防控：7月22日 |
| 浦东新区 | 花木街道碧云路199弄爱建园 | 常态化防控区域→中风险：7月19日 中风险→恢复常态化防控：7月25日 |
| 浦东新区 | 金杨新村街道罗山一村小区 | 常态化防控区域→中风险：7月19日 中风险→恢复常态化防控：7月23日 |
| 浦东新区 | 新场镇申江南路5700号 | 常态化防控区域→高风险：7月20日 高风险→恢复常态化防控：7月28日 |
| 浦东新区 | 新场镇其他地区 | 常态化防控区域→低风险：7月20日 低风险→恢复常态化防控：7月28日 |
| 浦东新区 | 花木街道花木路1883弄御翠园 | 常态化防控区域→中风险：7月21日 中风险→恢复常态化防控：7月27日 |
| 浦东新区 | 川沙新镇心圆西苑小区 | 常态化防控区域→中风险：7月21日 中风险→恢复常态化防控：7月28日 |
| 浦东新区 | 浦兴路街道东陆新村五街坊 | 常态化防控区域→中风险：7月24日 中风险→恢复常态化防控：7月30日 |
| 浦东新区 | 浦兴路街道东荷小区 | 高风险→解除管控：9月17日 |
| 浦东新区 | 浦兴路街道其他地区 | 常态化防控区域→低风险：7月24日 低风险→恢复常态化防控：7月30日 低风险→恢复常态化防控：9月17日 |
| 浦东新区 | 周浦镇忘忧路135弄梧桐国际公寓（1-5号）                                                                                         | 常态化防控区域→高风险：7月25日 高风险→恢复常态化防控：8月4日 |
| 浦东新区 | 周浦镇繁荣东路150弄繁荣馨苑 | 常态化防控区域→中风险：7月30日 中风险→恢复常态化防控：8月5日 |
| 浦东新区 | 康橋镇秀沿西路258弄 | 常态化防控区域→高风险：8月24日 |
| 浦东新区 | 康橋镇其他地區 | 常态化防控区域→低风险：8月24日 |
| 浦东新区 | 航头镇沪南公路5298号浦航5298文创园                                                                                             | 常态化防控区域→中风险：10月2日 |
| 浦东新区 | 航头镇其他地區 | 常态化防控区域→低风险：10月2日 |
| 闵行区   | 莘庄镇名都路20弄名都城三期小区                                                                                                 | 常态化防控区域→中风险：7月6日 中风险→恢复常态化防控：7月13日 |
| 闵行区   | 江川路街道景谷中路58弄凤凰景苑小区                                                                                             | 常态化防控区域→中风险：7月6日 中风险→恢复常态化防控：7月13日 |
| 闵行区   | 江川路街道其他地区 | 常态化防控区域→低风险（第一次）：7月6日 低风险→恢复常态化防控：7月13日 常态化防控区域→低风险（第二次）：7月15日 低风险→恢复常态化防控：7月21日                                                                          |
| 闵行区   | 浦锦街道浦驰路1335弄浦江华侨城四期小区                                                                                         | 常态化防控区域→中风险：7月7日 中风险→恢复常态化防控：7月14日 |
| 闵行区   | 虹桥镇黄桦路85弄龙柏城市花园小区                                                                                               | 常态化防控区域→中风险：7月7日 中风险→恢复常态化防控：7月14日 |
| 闵行区   | 虹桥镇万源路2289弄万源新城三期小区                                                                                             | 常态化防控区域→中风险：7月7日 中风险→恢复常态化防控：7月14日 |
| 闵行区   | 虹桥镇吴中路830弄小区 | 常态化防控区域→中风险：7月7日 中风险→恢复常态化防控：7月14日 |
| 闵行区   | 颛桥镇银都路3118弄银都苑小区                                                                                                   | 常态化防控区域→中风险：7月7日 中风险→恢复常态化防控：7月14日 |
| 闵行区   | 浦锦街道其他地区 | 常态化防控区域→低风险：7月7日 低风险→恢复常态化防控：7月24日 |
| 闵行区   | 虹桥镇其他地区 | 常态化防控区域→低风险：7月7日 低风险→恢复常态化防控：7月17日 |
| 闵行区   | 颛桥镇其他地区 | 常态化防控区域→低风险：7月7日 低风险→恢复常态化防控：7月17日 |
| 闵行区   | 古美路街道万源路1185弄平南三四村小区                                                                                           | 常态化防控区域→中风险：7月8日 中风险→恢复常态化防控：7月15日 |
| 闵行区   | 虹桥镇张虹路135弄、吴中路380弄海联花苑小区                                                                                     | 常态化防控区域→中风险：7月8日 中风险→恢复常态化防控：7月15日 |
| 闵行区   | 浦江镇江航南路801弄瑞和华苑小区                                                                                                | 常态化防控区域→中风险：7月8日 中风险→恢复常态化防控：7月15日 |
| 闵行区   | 颛桥镇丰顺路500弄、都市路3635弄、金都路3019弄贵都新村小区                                                                      | 常态化防控区域→中风险：7月8日 中风险→恢复常态化防控：7月15日 |
| 闵行区   | 古美路街道其他地区 | 常态化防控区域→低风险：7月8日 低风险→恢复常态化防控：7月15日 |
| 闵行区   | 浦江镇其他地区 | 常态化防控区域→低风险：7月8日 低风险→恢复常态化防控：7月15日 |
| 闵行区   | 古美路街道古龙路287弄新时代景庭小区                                                                                            | 常态化防控区域→中风险：7月9日 中风险→恢复常态化防控：7月15日 |
| 闵行区   | 虹桥镇虹井路120弄创客空间1A栋                                                                                                  | 常态化防控区域→中风险：7月9日 中风险→恢复常态化防控：7月15日 |
| 闵行区   | 虹桥镇伊犁南路34弄东航明珠公寓                                                                                                 | 常态化防控区域→中风险：7月9日 中风险→恢复常态化防控：7月15日 |
| 闵行区   | 莘庄镇畹町路513弄莘南花苑二村                                                                                                  | 常态化防控区域→中风险：7月9日 中风险→恢复常态化防控：7月15日 |
| 闵行区   | 新虹街道天山西路4178弄爱博五村小区                                                                                             | 常态化防控区域→中风险：7月9日 中风险→恢复常态化防控：7月15日 |
| 闵行区   | 颛桥镇都市路2890号领铸教育 | 常态化防控区域→中风险：7月9日 中风险→恢复常态化防控：7月15日 |
| 闵行区   | 新虹街道其他地区 | 常态化防控区域→低风险：7月9日 低风险→恢复常态化防控：7月15日 |
| 闵行区   | 虹桥镇虹井路629弄西郊公寓南区                                                                                                  | 常态化防控区域→中风险：7月10日 中风险→恢复常态化防控：7月16日 |
| 闵行区   | 华漕镇王泥浜村王泥浜生产队 | 常态化防控区域→中风险：7月10日 中风险→恢复常态化防控：7月16日 |
| 闵行区   | 浦江镇江航南路801弄瑞和华苑小区                                                                                                | 常态化防控区域→中风险：7月10日 中风险→恢复常态化防控：7月15日 |
| 闵行区   | 七宝镇中春路6689弄宝华花园小区                                                                                                 | 常态化防控区域→中风险：7月10日 中风险→恢复常态化防控：7月15日 |
| 闵行区   | 颛桥镇银都路2688弄金盛商业小区                                                                                                 | 常态化防控区域→中风险：7月10日 中风险→恢复常态化防控：7月17日 |
| 闵行区   | 华漕镇其他地区 | 常态化防控区域→低风险：7月10日 低风险→恢复常态化防控：7月23日 常态化防控区域→低风险：7月28日 |
| 闵行区   | 七宝镇其他地区 | 常态化防控区域→低风险：7月10日 低风险→恢复常态化防控：7月15日 |
| 闵行区   | 虹桥镇吴中路633弄明申花园小区                                                                                                  | 常态化防控区域→中风险：7月12日 中风险→恢复常态化防控：7月17日 |
| 闵行区   | 梅陇镇民建村2组 | 常态化防控区域→中风险：7月12日 中风险→恢复常态化防控：7月18日 |
| 闵行区   | 梅陇镇其他地区 | 常态化防控区域→低风险：7月12日 低风险→恢复常态化防控：7月18日 |
| 闵行区   | 华漕镇纪鹤路589弄鹫山村永丰苑小区                                                                                              | 常态化防控区域→中风险：7月13日 中风险→恢复常态化防控：7月19日 |
| 闵行区   | 莘庄镇闵城路199弄好世鹿鸣苑小区                                                                                                | 常态化防控区域→中风险：7月13日 中风险→恢复常态化防控：7月18日 |
| 闵行区   | 莘庄镇其他地區 | 低风险→恢复常态化防控：7月18日 |
| 闵行区   | 浦锦街道浦江村五、六、七组 | 常态化防控区域→中风险：7月14日 中风险→恢复常态化防控：7月20日 |
| 闵行区   | 江川路街道华坪路69弄华江小区                                                                                                   | 常态化防控区域→中风险：7月15日 中风险→恢复常态化防控：7月21日 |
| 闵行区   | 华漕镇开兴路199弄景雅苑小区 | 常态化防控区域→中风险：7月18日 中风险→恢复常态化防控：7月23日 |
| 闵行区   | 浦锦街道浦晓路112弄华侨城六期小区                                                                                              | 常态化防控区域→中风险：7月18日 中风险→恢复常态化防控：7月24日 |
| 闵行区   | 华漕镇华翔路3333号 | 常态化防控区域→中风险：7月28日 中风险→恢复常态化防控：8月2日 |
| 闵行区   | 梅陇镇虹梅南路1526弄 | 常态化防控区域→高风险：8月11日 |
| 闵行区   | 梅陇镇所辖外环线以南、虹梅南路高架以东、景洪路以西、春申塘以北的区域                                                           | 常态化防控区域→中风险：8月11日 |
| 闵行区   | 梅陇镇 | 常态化防控区域→低风险：8月11日 |
| 闵行区   | 梅陇镇老沪闵路1351弄 | 常态化防控区域→高风险：8月12日 |
| 闵行区   | 梅陇镇永联村吴介巷 | 常态化防控区域→高风险：8月12日 |
| 闵行区   | 梅陇镇澄江路1290号 | 常态化防控区域→高风险：8月13日 |
| 闵行区   | 梅陇镇虹梅南路高架以东、虹建路（东西向一段）及界河以南、澄建路以西、澄江路以北的所辖区域加吴中汽配城全域（区域内高风险区除外） | 常态化防控区域→中风险：8月13日 |
| 闵行区   | 梅陇镇莘朱路1866号-1884号 | 常态化防控区域→中风险：8月13日 |
| 闵行区   | 梅陇镇虹梅南路3001号美琪花苑                                                                                                   | 常态化防控区域→中风险：8月14日 |
| 闵行区   | 古美路街道万源路580弄万源城尚郡                                                                                                | 常态化防控区域→高风险：8月14日 |
| 闵行区   | 古美路街道的其他地区 | 常态化防控区域→低风险：8月14日 |
| 闵行区   | 虹桥镇宜山路1888号瑞特国际大厦                                                                                                 | 常态化防控区域→高风险：8月31日 |
| 闵行区   | 虹橋鎮的其他地区 | 常态化防控区域→低风险：8月31日 |
| 闵行区   | 七宝镇航北路180弄新明星花园二期（包括沿街商铺）                                                                                | 常态化防控区域→中风险：10月1日 |
| 金山区   | 山阳镇战斗港路以东、卫清西路以南、杭州湾大道以西、山阳广场以北区域                                                             | 常态化防控区域→中风险：7月13日 中风险→恢复常态化防控：7月19日 |
| 金山区   | 山阳镇其他地区 | 常态化防控区域→低风险：7月13日 低风险→恢复常态化防控：7月19日 |
| 黄浦区   | 打浦桥街道建国东路391号浅草37度1皮肤管理定制中心（新天地店）                                                                   | 常态化防控区域→中风险：7月4日 中风险→恢复常态化防控：7月11日 |
| 黄浦区   | 打浦桥街道其他地區 | 常态化防控区域→低风险：7月4日 低风险→恢复常态化防控：7月15日 |
| 黄浦区   | 外滩街道三和里小区 | 常态化防控区域→中风险：7月6日 中风险→恢复常态化防控：7月13日 |
| 黄浦区   | 南京东路街道西藏中路180号高盛商厦5楼（HD PUB汉登喝酒公司人民广场店）                                                           | 常态化防控区域→高风险：7月7日 高风险→恢复常态化防控：7月17日 |
| 黄浦区   | 南京东路街道广西北路528号安基商厦                                                                                              | 常态化防控区域→中风险：7月7日 中风险→恢复常态化防控：7月13日 |
| 黄浦区   | 半淞园路街道斜土东路197号全季酒店上海斜土东路店                                                                                | 常态化防控区域→中风险：7月7日 中风险→恢复常态化防控：7月13日 |
| 黄浦区   | 南京东路街道其他地区 | 常态化防控区域→低风险：7月7日 低风险→恢复常态化防控：7月17日 |
| 黄浦区   | 半淞园路街道其他地区 | 常态化防控区域→低风险：7月7日 低风险→恢复常态化防控：7月17日 |
| 黄浦区   | 南京东路街道成都北路以东、南京西路以南、明天广场以西、江阴路以北的合围地块                                                     | 常态化防控区域→中风险：7月8日 中风险→恢复常态化防控：7月15日 |
| 黄浦区   | 半淞园路街道中山南路1891-1893号（越纪公寓小区）                                                                                | 常态化防控区域→中风险：7月9日 中风险→恢复常态化防控：7月16日 |
| 黄浦区   | 南京东路街道百米香榭商业街 | 常态化防控区域→中风险：7月9日 中风险→恢复常态化防控：7月16日 |
| 黄浦区   | 小东门街道陆家浜路305弄（阳光公寓小区）                                                                                        | 常态化防控区域→中风险：7月9日 中风险→恢复常态化防控：7月15日 |
| 黄浦区   | 小东门街道其他地区 | 常态化防控区域→低风险：7月9日 低风险→恢复常态化防控：7月15日 |
| 黄浦区   | 半淞园路街道西凌家宅路111弄3号、4号                                                                                            | 常态化防控区域→中风险：7月10日 中风险→恢复常态化防控：7月17日 |
| 黄浦区   | 打浦桥街道日月光中心B2-5层 | 常态化防控区域→中风险：7月10日 中风险→恢复常态化防控：7月16日 |
| 黄浦区   | 半淞园路街道西藏南路1090弄（银南大厦）                                                                                         | 常态化防控区域→中风险：7月10日 中风险→恢复常态化防控：7月17日 |
| 黄浦区   | 外滩街道河南中路168号、河南中路166弄居民区                                                                                     | 常态化防控区域→中风险：7月12日 中风险→恢复常态化防控：7月19日 |
| 黄浦区   | 南京东路街道以浙江中路、广东路、海口路为界的区域                                                                               | 常态化防控区域→中风险：9月6日 |
| 黄浦区   | 南京东路街道 | 常态化防控区域→低风险：9月6日 |
| 青浦区   | 华新镇纪秀路158弄1-375号 | 常态化防控区域→中风险：7月8日 中风险→恢复常态化防控：7月15日 |
| 青浦区   | 华新镇其他地区 | 常态化防控区域→低风险：7月8日 低风险→恢复常态化防控：7月15日 |
| 青浦区   | 徐泾镇乐天路208弄 | 常态化防控区域→中风险：7月13日 中风险→恢复常态化防控：7月20日 |
| 青浦区   | 徐泾镇其他地区 | 常态化防控区域→高风险：7月13日 低风险→恢复常态化防控：7月20日 |
| 青浦区   | 练塘镇蒸夏村西至西泾江、东至贞溪北路、南至小蒸港、北至小蒸后河                                                                 | 常态化防控区域→高风险：9月18日 |
| 青浦区   | 练塘镇西至西泾江、东至泖阳港、南至老松蒸公路、北至松蒸公路的区域                                                               | 常态化防控区域→中风险：9月18日 |
| 青浦区   | 练塘镇其他地区 | 常态化防控区域→低风险：9月18日 |
| 宝山区   | 大场镇文华苑小区 | 中风险→低风险：7月1日 |
| 宝山区   | 高境镇殷高西路333号长江国际生活广场东区二楼老炉家木炭烤肉店                                                                    | 常态化防控区域→中风险：7月3日 中风险→恢复常态化防控：7月10日 |
| 宝山区   | 高境镇其他地区 | 常态化防控区域→低风险：7月3日 |
| 宝山区   | 杨行镇盘古路927弄35-36号 | 常态化防控区域→中风险：7月5日 中风险→恢复常态化防控：7月11日 |
| 宝山区   | 杨行镇其他地区 | 常态化防控区域→低风险（第一次）：7月5日 低风险→恢复常态化防控：7月19日 常态化防控区域→低风险（第二次）：7月21日 低风险→恢复常态化防控：8月3日                                                                           |
| 宝山区   | 罗店镇市一路231-233号 | 常态化防控区域→中风险：7月7日 中风险→恢复常态化防控：7月13日 |
| 宝山区   | 罗店镇竹巷街95弄 | 常态化防控区域→中风险：7月7日 中风险→恢复常态化防控：7月13日 |
| 宝山区   | 杨行镇红林路576弄和家欣苑B区东区（1号-31号楼）                                                                                 | 常态化防控区域→中风险：7月7日 中风险→恢复常态化防控：7月13日 |
| 宝山区   | 顾村镇共富路379弄富成园 | 常态化防控区域→中风险：7月7日 中风险→恢复常态化防控：7月13日 |
| 宝山区   | 杨行镇月城路299弄同盛嘉园西区                                                                                                  | 常态化防控区域→中风险：7月7日 中风险→恢复常态化防控：7月13日 |
| 宝山区   | 大场镇华灵路1225弄华欣苑A区 | 常态化防控区域→中风险：7月7日 |
| 宝山区   | 顾村镇菊太路1755弄菊华苑 | 常态化防控区域→中风险：7月7日 中风险→恢复常态化防控：7月13日 |
| 宝山区   | 吴淞街道海滨二村南区 | 常态化防控区域→中风险：7月7日 中风险→恢复常态化防控：7月13日 |
| 宝山区   | 顾村镇宝菊路22弄保利叶语一期                                                                                                   | 常态化防控区域→中风险：7月7日 中风险→恢复常态化防控：7月13日 |
| 宝山区   | 淞南镇淞南五村一居西片区（194号-256号、280号-332号）                                                                           | 常态化防控区域→中风险：7月7日 中风险→恢复常态化防控：7月16日 |
| 宝山区   | 罗店镇其他地区 | 常态化防控区域→低风险：7月7日 低风险→恢复常态化防控：7月30日 |
| 宝山区   | 顾村镇其他地区 | 常态化防控区域→低风险（第一次）：7月7日 低风险→恢复常态化防控：7月13日 常态化防控区域→低风险（第二次）：7月15日 低风险→恢复常态化防控：8月3日                                                                           |
| 宝山区   | 大场镇其他地区 | 常态化防控区域→低风险：7月7日 低风险→恢复常态化防控：7月25日 |
| 宝山区   | 吴淞街道其他地区 | 常态化防控区域→低风险：7月7日 低风险→恢复常态化防控：7月15日 |
| 宝山区   | 淞南镇其他地区 | 常态化防控区域→低风险：7月7日 低风险→恢复常态化防控：7月31日 |
| 宝山区   | 大场镇华灵路1900弄金鑫花园D地块                                                                                                | 常态化防控区域→中风险：7月8日 中风险→恢复常态化防控：7月14日 |
| 宝山区   | 高境镇国权北路828 弄美岸栖庭北区                                                                                               | 常态化防控区域→中风险：7月8日 中风险→恢复常态化防控：7月15日 |
| 宝山区   | 罗店镇罗芬路1288弄远洋七号北区（5-30号）                                                                                       | 常态化防控区域→中风险：7月8日 中风险→恢复常态化防控：7月14日 |
| 宝山区   | 庙行镇共康五村C区（32-51号，124-153号）                                                                                        | 常态化防控区域→中风险：7月8日 |
| 宝山区   | 友谊路街道盘古路689弄同济公寓                                                                                                  | 常态化防控区域→中风险：7月8日 中风险→恢复常态化防控：7月14日 |
| 宝山区   | 友谊路街道其他地区 | 常态化防控区域→低风险：7月8日 低风险→恢复常态化防控：7月31日 |
| 宝山区   | 庙行镇其他地区 | 常态化防控区域→低风险：7月8日 低风险→恢复常态化防控：7月18日 常态化防控区域→中风险（第二次）：7月19日 低风险→恢复常态化防控：7月24日                                                                                    |
| 宝山区   | 大场镇鄂尔多斯路67弄祁秀雅苑                                                                                                   | 常态化防控区域→中风险：7月9日 中风险→恢复常态化防控：7月15日 |
| 宝山区   | 高境镇新二路999弄四季绿城南区                                                                                                  | 常态化防控区域→中风险：7月9日 中风险→恢复常态化防控：7月15日 |
| 宝山区   | 罗店镇四方花苑（罗溪路1079弄）                                                                                                 | 常态化防控区域→中风险：7月9日 中风险→恢复常态化防控：7月16日 |
| 宝山区   | 庙行镇场北路54号素柏云酒店 | 常态化防控区域→中风险：7月9日 中风险→恢复常态化防控：7月15日 |
| 宝山区   | 吴淞街道水产路友间公寓（永清二村店）                                                                                           | 常态化防控区域→中风险：7月9日 中风险→恢复常态化防控：7月15日 |
| 宝山区   | 大场镇上大路1288弄上大聚丰园北区                                                                                               | 常态化防控区域→中风险：7月10日 中风险→恢复常态化防控：7月16日 |
| 宝山区   | 高境镇吉浦路615弄北区 | 常态化防控区域→中风险：7月10日 中风险→恢复常态化防控：7月16日 |
| 宝山区   | 杨行镇松兰路198弄春江美庐 | 常态化防控区域→中风险：7月10日 中风险→恢复常态化防控：7月16日 |
| 宝山区   | 友谊路街道宝林路宝林二村北块A区                                                                                                | 常态化防控区域→中风险：7月10日 中风险→恢复常态化防控：7月16日 |
| 宝山区   | 友谊路街道双庆路85弄华能时代花园B区                                                                                            | 常态化防控区域→中风险：7月10日 中风险→恢复常态化防控：7月16日 |
| 宝山区   | 月浦镇春雷路431弄 | 常态化防控区域→中风险：7月10日 中风险→恢复常态化防控：7月16日 |
| 宝山区   | 张庙街道共江路758号通河七村 | 常态化防控区域→中风险：7月10日 中风险→恢复常态化防控：7月16日 |
| 宝山区   | 月浦镇其他地区 | 常态化防控区域→低风险：7月10日 低风险→恢复常态化防控：7月18日 常态化防控区域→低风险：7月25日 低风险→恢复常态化防控：7月31日                                                                                             |
| 宝山区   | 张庙街道其他地区 | 常态化防控区域→低风险（第一次）：7月10日 低风险→恢复常态化防控：7月17日 常态化防控区域→低风险（第二次）：7月19日 低风险→恢复常态化防控：7月24日 常态化防控区域→低风险（第三次）：7月24日 低风险→恢复常态化防控：7月31日 |
| 宝山区   | 庙行镇长临路1318弄九英里小区                                                                                                   | 常态化防控区域→中风险：7月11日 中风险→恢复常态化防控：7月16日 |
| 宝山区   | 杨行镇富锦路1815弄富锦苑西区（64-89号）                                                                                        | 常态化防控区域→中风险：7月11日 中风险→恢复常态化防控：7月16日 |
| 宝山区   | 张庙街道虎林路435弄泗塘四村 | 常态化防控区域→中风险：7月11日 中风险→恢复常态化防控：7月17日 |
| 宝山区   | 张庙街道泗塘一村南区C块 | 常态化防控区域→中风险：7月11日 中风险→恢复常态化防控：7月17日 |
| 宝山区   | 罗泾镇潘泾路4777弄上河苑 | 常态化防控区域→中风险：7月12日 中风险→恢复常态化防控：7月16日 |
| 宝山区   | 淞南镇淞发路901弄祥腾广场1-7号                                                                                                 | 常态化防控区域→中风险：7月12日 中风险→恢复常态化防控：7月18日 |
| 宝山区   | 杨行镇铁峰路2299弄友谊康苑A区（1-17号）                                                                                        | 常态化防控区域→中风险：7月12日 中风险→恢复常态化防控：7月17日 |
| 宝山区   | 张庙街道通河八村西南块 | 常态化防控区域→中风险：7月12日 中风险→恢复常态化防控：7月17日 |
| 宝山区   | 罗泾镇其他地区 | 常态化防控区域→低风险：7月12日 低风险→恢复常态化防控：7月15日 常态化防控区域→低风险：7月26日 低风险→恢复常态化防控：8月4日                                                                                              |
| 宝山区   | 友谊路街道密山路密山二村东块B区                                                                                                | 常态化防控区域→中风险：7月13日 中风险→恢复常态化防控：7月17日 |
| 宝山区   | 淞南镇郁江巷路129弄三湘海尚小区                                                                                                | 常态化防控区域→中风险：7月13日 中风险→恢复常态化防控：7月18日 |
| 宝山区   | 庙行镇大康路896弄恒达家园A区（1-22号）                                                                                         | 常态化防控区域→中风险：7月13日 中风险→恢复常态化防控：7月18日 |
| 宝山区   | 月浦镇绥化路52弄1-39号 | 常态化防控区域→中风险：7月13日 中风险→恢复常态化防控：7月18日 |
| 宝山区   | 高境镇共和新路4719弄E区 | 常态化防控区域→中风险：7月13日 中风险→恢复常态化防控：7月18日 |
| 宝山区   | 淞南镇郁江巷路137号桔子公寓 | 常态化防控区域→中风险：7月14日 |
| 宝山区   | 杨行镇水产路1458号上海北部物流中心                                                                                             | 常态化防控区域→中风险：7月14日 中风险→恢复常态化防控：7月18日 |
| 宝山区   | 杨行镇莲花山路517弄西区（37-72号，85-96号，106-117号，130-138号）                                                              | 常态化防控区域→中风险：7月15日 中风险→恢复常态化防控：7月19日 |
| 宝山区   | 淞南镇长江路860弄9支弄8-30号                                                                                                   | 常态化防控区域→中风险：7月15日 中风险→恢复常态化防控：7月19日 |
| 宝山区   | 淞南镇长江西路755号碧家国际社区                                                                                                | 常态化防控区域→中风险：7月15日 中风险→恢复常态化防控：7月20日 |
| 宝山区   | 顾村镇沈宅村陶家宅1-45号，沈宅村联杨路2447号和联杨路2398号                                                                     | 常态化防控区域→中风险：7月15日 中风险→恢复常态化防控：7月20日 |
| 宝山区   | 顾村镇陆翔路698弄海尚菊苑北区                                                                                                  | 常态化防控区域→中风险：7月15日 中风险→恢复常态化防控：7月20日 |
| 宝山区   | 大场镇环镇北路417弄509弄乾溪三村                                                                                               | 常态化防控区域→中风险：7月15日 中风险→恢复常态化防控：7月21日 |
| 宝山区   | 友谊路街道宝钢二村B区 | 常态化防控区域→中风险：7月15日 中风险→恢复常态化防控：7月21日 |
| 宝山区   | 高境镇逸仙路2571号 | 常态化防控区域→中风险：7月15日 中风险→恢复常态化防控：7月21日 |
| 宝山区   | 高境镇共和新路4711-6号、4711-7号、4711-8号                                                                                     | 常态化防控区域→中风险：7月16日 中风险→恢复常态化防控：7月21日 |
| 宝山区   | 高境镇殷高西路215号高景浴场 | 常态化防控区域→中风险：7月16日 中风险→恢复常态化防控：7月23日 |
| 宝山区   | 淞南镇新二路1088弄嘉骏花苑居民区                                                                                               | 常态化防控区域→中风险：7月16日 中风险→恢复常态化防控：7月21日 |
| 宝山区   | 大场镇上大路1329弄祁连三村 | 常态化防控区域→中风险：7月17日 中风险→恢复常态化防控：7月23日 |
| 宝山区   | 高境镇三门路485弄东区 | 常态化防控区域→中风险：7月17日 中风险→恢复常态化防控：7月23日 |
| 宝山区   | 高境镇共和新路4739弄 | 常态化防控区域→中风险：7月18日 中风险→恢复常态化防控：7月23日 |
| 宝山区   | 顾村镇宝荻路535弄青秀苑卓庭小区                                                                                                | 常态化防控区域→中风险：7月19日 中风险→恢复常态化防控：7月23日 |
| 宝山区   | 大场镇涵青路100弄学府阳光 | 常态化防控区域→中风险：7月19日 中风险→恢复常态化防控：7月25日 |
| 宝山区   | 高境镇云西路168弄西区 | 常态化防控区域→中风险：7月19日 中风险→恢复常态化防控：7月25日 |
| 宝山区   | 张庙街道共江路1169弄通河八村西块                                                                                               | 常态化防控区域→中风险：7月19日 中风险→恢复常态化防控：7月24日 |
| 宝山区   | 庙行镇大康路891弄共康雅苑二居B区（31号-72号）                                                                                  | 常态化防控区域→中风险：7月19日 中风险→恢复常态化防控：7月24日 |
| 宝山区   | 淞南镇长逸路301弄新梅淞南苑居民区                                                                                              | 常态化防控区域→中风险：7月19日 中风险→恢复常态化防控：7月24日 |
| 宝山区   | 高境镇国权北路290弄 | 常态化防控区域→中风险：7月20日 |
| 宝山区   | 高境镇三门路555弄煤气公司自管房                                                                                                | 常态化防控区域→中风险：7月20日 中风险→恢复常态化防控：8月1日 |
| 宝山区   | 罗店镇美平路745弄美罗家园宝欣苑二村                                                                                            | 常态化防控区域→中风险：7月20日 中风险→恢复常态化防控：7月27日 |
| 宝山区   | 淞南镇通南路368弄86号 | 常态化防控区域→中风险：7月20日 中风险→恢复常态化防控：7月25日 |
| 宝山区   | 淞南镇淞南八村（1-65号；200-214号）                                                                                            | 常态化防控区域→高风险：7月20日 高风险→恢复常态化防控：7月29日 |
| 宝山区   | 友谊路街道宝林路宝林三村 | 常态化防控区域→高风险：7月21日 高风险→恢复常态化防控：7月31日 |
| 宝山区   | 杨行镇蕰川路2226号苏鑫仓库 | 常态化防控区域→中风险：7月21日 中风险→恢复常态化防控：7月31日 |
| 宝山区   | 高境镇共和新路4719弄惠民公寓                                                                                                   | 常态化防控区域→中风险：7月21日 中风险→恢复常态化防控：7月25日 |
| 宝山区   | 高境镇共和新路4703弄（51号-82号、88号-97号、101号-107号）                                                                      | 常态化防控区域→中风险：7月21日 中风险→恢复常态化防控：7月27日 |
| 宝山区   | 友谊路街道宝杨路250号宝杨市场                                                                                                  | 常态化防控区域→中风险：7月21日 中风险→恢复常态化防控：7月28日 |
| 宝山区   | 友谊路街道密山路101号宝山市场                                                                                                  | 常态化防控区域→中风险：7月21日 中风险→恢复常态化防控：7月28日 |
| 宝山区   | 高境镇共和新路4719弄（除惠民公寓）                                                                                             | 常态化防控区域→中风险：7月22日 中风险→恢复常态化防控：7月28日 |
| 宝山区   | 顾村镇宝安公路859号 | 常态化防控区域→中风险：7月22日 中风险→恢复常态化防控：7月28日 |
| 宝山区   | 高境镇高境路477弄一期B区 | 常态化防控区域→中风险：7月23日 中风险→恢复常态化防控：7月27日 |
| 宝山区   | 顾村镇白杨村赵家宅1号-32号、37号-42号                                                                                          | 常态化防控区域→中风险：7月23日 中风险→恢复常态化防控：7月28日 |
| 宝山区   | 杨行镇杨桃路185弄杨泰苑 | 常态化防控区域→中风险：7月23日 中风险→恢复常态化防控：7月27日 |
| 宝山区   | 淞南镇江杨南路2058号 | 常态化防控区域→中风险：7月23日 中风险→恢复常态化防控：7月28日 |
| 宝山区   | 杨行镇联谊路190号 | 常态化防控区域→中风险：7月23日 中风险→恢复常态化防控：7月30日 |
| 宝山区   | 罗店镇赵巷街96弄2-15号 | 常态化防控区域→中风险：7月24日 中风险→恢复常态化防控：7月30日 |
| 宝山区   | 高境镇三门路555弄（除煤气公司自管房）                                                                                          | 常态化防控区域→中风险：7月24日 中风险→恢复常态化防控：8月1日 |
| 宝山区   | 高境镇逸仙路1321弄 | 常态化防控区域→中风险：7月24日 中风险→恢复常态化防控：8月1日 |
| 宝山区   | 顾村镇陈家行村花家桥34号、35号、38号、42号                                                                                     | 常态化防控区域→中风险：7月24日 中风险→恢复常态化防控：7月30日 |
| 宝山区   | 杨行镇北宗村严江巷 | 常态化防控区域→中风险：7月24日 中风险→恢复常态化防控：7月31日 |
| 宝山区   | 杨行镇湄浦村华宝五金厂 | 常态化防控区域→中风险：7月24日 中风险→恢复常态化防控：7月31日 |
| 宝山区   | 张庙街道长江西路1568号通河二村4号                                                                                              | 常态化防控区域→中风险：7月24日 中风险→恢复常态化防控：7月31日 |
| 宝山区   | 高境镇的逸仙路以东、殷高路以南、国权北路以西、三门路以北区域                                                                   | 常态化防控区域→中风险：7月25日 中风险→恢复常态化防控：8月1日 |
| 宝山区   | 顾村镇苏家浜路435弄（宝顾佳苑小区）                                                                                            | 常态化防控区域→中风险：7月25日 中风险→恢复常态化防控：7月31日 |
| 宝山区   | 杨行镇湄浦村南周宅 | 常态化防控区域→中风险：7月25日 中风险→恢复常态化防控：8月3日 |
| 宝山区   | 杨行镇友谊路1528弄1-16号楼，友谊路1538弄1-31号楼，友谊路1558弄1-35号楼，友谊路1568弄1-47号楼                                   | 常态化防控区域→中风险：7月25日 中风险→恢复常态化防控：7月30日 |
| 宝山区   | 月浦镇月浦八村 | 常态化防控区域→中风险：7月25日 中风险→恢复常态化防控：7月31日 |
| 宝山区   | 罗泾镇潘新路118弄宝通家园西区（7号-115号）                                                                                     | 常态化防控区域→高风险：7月26日 高风险→恢复常态化防控：8月4日 |
| 宝山区   | 杨行镇湄浦河以北、富长路以东、杨北路以南、杨宗支路以西区域                                                                     | 常态化防控区域→中风险：7月26日 中风险→恢复常态化防控：7月31日 |
| 宝山区   | 杨行镇友谊西路以北、顾村镇界以东、湄浦河以南、蕰川路以西区域                                                                   | 常态化防控区域→中风险：7月26日 中风险→恢复常态化防控：7月31日 |
| 宝山区   | 杨行镇友谊路以北、杨泰路以西、庵木港以北、蕰川路以东、友谊路以南、杨盛河以东、盘古路以南、富杨路以西区域                       | 常态化防控区域→中风险：7月26日 中风险→恢复常态化防控：7月31日 |
| 宝山区   | 顾村镇沙浦河以北、电台路以东、白荡河路以南、潘泾路以西区域                                                                     | 常态化防控区域→中风险：7月26日 中风险→恢复常态化防控：7月31日 |
| 宝山区   | 张庙街道共江路以北、共和新路以东、呼玛路以南、爱辉路以西区域                                                                   | 常态化防控区域→中风险：7月26日 中风险→恢复常态化防控：7月31日 |
| 宝山区   | 月浦镇四元路以北、德都路以东、马路河以南以西区域                                                                               | 常态化防控区域→中风险：7月26日 中风险→恢复常态化防控：7月31日 |
| 宝山区   | 顾村镇教育路555弄（丰水宝邸小区）                                                                                              | 常态化防控区域→中风险：7月27日 中风险→恢复常态化防控：7月31日 |
| 宝山区   | 罗泾镇长虹路718弄海上御景苑三期                                                                                                | 常态化防控区域→中风险：7月27日 中风险→恢复常态化防控：7月31日 |
| 宝山区   | 顾村镇顾荻路311号（新天地荻泾花园一期二期）                                                                                    | 常态化防控区域→中风险：7月28日 中风险→恢复常态化防控：8月3日 |
| 宝山区   | 淞南镇江杨南路2550弄150号新三集体宿舍                                                                                          | 常态化防控区域→中风险：7月28日 中风险→恢复常态化防控：7月31日 |
| 宝山区   | 杨行镇铁峰路2001弄54—67号楼、77—84号楼、87—105号楼、107号楼                                                                    | 常态化防控区域→中风险：7月28日 中风险→恢复常态化防控：8月3日 |
| 宝山区   | 顾村镇菊盛路1158弄、菊泉街1596弄（馨佳园三街坊）                                                                               | 常态化防控区域→中风险：7月29日 中风险→恢复常态化防控：8月1日 |
| 宝山区   | 大场镇锦秋路743号智尚酒店 | 常态化防控区域→中风险：10月1日 |
| 宝山区   | 大场镇 | 常态化防控区域→低风险：10月1日 |
| 虹口区   | 北外滩街道九龙路515号振兴公寓                                                                                                  | 常态化防控区域→高风险：7月6日 高风险→恢复常态化防控：7月16日 |
| 虹口区   | 北外滩街道其他地區 | 常态化防控区域→低风险：7月6日 低风险→恢复常态化防控：7月23日 |
| 虹口区   | 广中路街道西江湾路122号白领公寓                                                                                                | 常态化防控区域→中风险：7月8日 中风险→恢复常态化防控：7月15日 |
| 虹口区   | 广中路街道西宝兴路949弄（1-6号、7号甲、乙、丙）                                                                                | 常态化防控区域→中风险：7月8日 中风险→恢复常态化防控：7月15日 |
| 虹口区   | 欧阳路街道东体育会路100弄1号华兴商厦                                                                                           | 常态化防控区域→中风险：7月8日 中风险→恢复常态化防控：7月15日 |
| 虹口区   | 凉城新村街道车站北路500弄（20-22号）                                                                                           | 常态化防控区域→中风险：7月8日 中风险→恢复常态化防控：7月15日 |
| 虹口区   | 凉城新村街道广灵四路365弄（4-5号、9-10号）                                                                                     | 常态化防控区域→中风险：7月8日 中风险→恢复常态化防控：7月15日 |
| 虹口区   | 广中路街道其他地區 | 常态化防控区域→低风险：7月8日 低风险→恢复常态化防控：7月31日 |
| 虹口区   | 凉城新村街道其他地區 | 常态化防控区域→低风险：7月8日 低风险→恢复常态化防控：7月20日 |
| 虹口区   | 欧阳路街道其他地區 | 常态化防控区域→低风险：7月8日 中风险→恢复常态化防控：7月24日 常态化防控区域→低风险：7月27日 低风险→恢复常态化防控：8月5日                                                                                               |
| 虹口区   | 嘉兴路街道胡家木桥路35弄（3-4号）                                                                                              | 常态化防控区域→中风险：7月9日 中风险→恢复常态化防控：7月16日 |
| 虹口区   | 嘉兴路街道物华路246弄小区 | 常态化防控区域→中风险：7月9日 中风险→恢复常态化防控：7月16日 |
| 虹口区   | 嘉兴路街道其他地區 | 常态化防控区域→低风险：7月9日 低风险→恢复常态化防控：7月15日 |
| 虹口区   | 欧阳路街道东江湾路456号 | 常态化防控区域→高风险：7月10日 高风险→恢复常态化防控：7月20日 |
| 虹口区   | 曲阳路街道其他地區 | 常态化防控区域→低风险：7月10日 |
| 虹口区   | 四川北路街道其他地區 | 常态化防控区域→低风险：7月10日 低风险→恢复常态化防控：7月25日 |
| 虹口区   | 广中路街道西江湾路264弄8-10号                                                                                                  | 常态化防控区域→中风险：7月10日 中风险→恢复常态化防控：7月17日 |
| 虹口区   | 曲阳路街道运光路105弄小区 | 常态化防控区域→中风险：7月10日 中风险→恢复常态化防控：7月17日 |
| 虹口区   | 四川北路街道四川北路1969号雅雅轻奢酒店                                                                                         | 常态化防控区域→中风险：7月10日 中风险→恢复常态化防控：7月17日 |
| 虹口区   | 广中路街道西江湾路168弄建玮公寓                                                                                                | 常态化防控区域→中风险：7月11日 中风险→恢复常态化防控：7月18日 |
| 虹口区   | 广中路街道株洲路9弄（4号） | 常态化防控区域→中风险：7月11日 中风险→恢复常态化防控：7月18日 |
| 虹口区   | 江湾镇街道广粤路1401弄小区 | 常态化防控区域→中风险：7月11日 中风险→恢复常态化防控：7月18日 |
| 虹口区   | 凉城新村街道车站北路715弄（11-15号）                                                                                           | 常态化防控区域→中风险：7月11日 中风险→恢复常态化防控：7月18日 |
| 虹口区   | 凉城新村街道广灵四路866弄（15-16号）                                                                                           | 常态化防控区域→中风险：7月11日 中风险→恢复常态化防控：7月18日 |
| 虹口区   | 欧阳路街道天宝西路5弄（18号）                                                                                                  | 常态化防控区域→中风险：7月11日 中风险→恢复常态化防控：7月18日 |
| 虹口区   | 曲阳路街道伊敏河路50弄（3-4号）                                                                                                | 常态化防控区域→中风险：7月11日 中风险→恢复常态化防控：7月18日 |
| 虹口区   | 曲阳路街道中山北一路865弄21号阜和公寓                                                                                          | 常态化防控区域→中风险：7月11日 中风险→恢复常态化防控：7月18日 |
| 虹口区   | 江湾镇街道其他地區 | 常态化防控区域→低风险：7月11日 低风险→恢复常态化防控：7月31日 |
| 虹口区   | 北外滩街道霍山路219号 | 常态化防控区域→中风险：7月12日 中风险→恢复常态化防控：7月19日 |
| 虹口区   | 江湾镇街道水电路1119弄(7-9号)                                                                                                  | 常态化防控区域→中风险：7月12日 中风险→恢复常态化防控：7月19日 |
| 虹口区   | 凉城新村街道凉城路500弄小区 | 常态化防控区域→中风险：7月12日 中风险→恢复常态化防控：7月18日 |
| 虹口区   | 四川北路街道四平路59号 | 常态化防控区域→中风险：7月12日 中风险→高风险：7月15日 高风险→恢复常态化防控：7月25日 |
| 虹口区   | 凉城新村街道车站南路291弄（1号）                                                                                               | 常态化防控区域→中风险：7月13日 中风险→恢复常态化防控：7月20日 |
| 虹口区   | 凉城新村街道广粤路439弄（51-54号）                                                                                             | 常态化防控区域→中风险：7月13日 中风险→恢复常态化防控：7月20日 |
| 虹口区   | 江湾镇街道华严路98弄（17-22号）                                                                                                | 常态化防控区域→中风险：7月13日 中风险→恢复常态化防控：7月20日 |
| 虹口区   | 广中路街道东宝兴路645弄（4-6号）                                                                                               | 常态化防控区域→中风险：7月14日 中风险→恢复常态化防控：7月21日 |
| 虹口区   | 广中路街道广中路460号 | 常态化防控区域→中风险：7月15日 中风险→恢复常态化防控：7月22日 |
| 虹口区   | 广中路街道水电路583弄（1-8号）                                                                                                 | 常态化防控区域→中风险：7月15日 中风险→恢复常态化防控：7月22日 |
| 虹口区   | 曲阳路街道密云路471弄（46、48、50、52号）                                                                                      | 常态化防控区域→中风险：7月15日 中风险→恢复常态化防控：7月22日 |
| 虹口区   | 曲阳路街道中山北一路865弄小区                                                                                                  | 常态化防控区域→中风险：7月15日 中风险→恢复常态化防控：7月22日 |
| 虹口区   | 欧阳路街道天宝西路252弄（16-19号）                                                                                             | 常态化防控区域→中风险：7月15日 中风险→恢复常态化防控：7月24日 |
| 虹口区   | 欧阳路街道四达路58弄（29号）                                                                                                   | 常态化防控区域→中风险：7月15日 中风险→恢复常态化防控：7月21日 |
| 虹口区   | 曲阳路街道曲阳路800号 | 常态化防控区域→中风险：7月16日 中风险→恢复常态化防控：7月23日 |
| 虹口区   | 四川北路街道四川北路1906弄（1-52号）                                                                                           | 常态化防控区域→中风险：7月16日 中风险→恢复常态化防控：7月23日 |
| 虹口区   | 四川北路街道四平路95号 | 常态化防控区域→中风险：7月16日 中风险→恢复常态化防控：7月23日 |
| 虹口区   | 北外滩街道海宁路55号长治公寓                                                                                                   | 常态化防控区域→中风险：7月16日 中风险→恢复常态化防控：7月23日 |
| 虹口区   | 欧阳路街道祥德路274弄（12-14号，132-134号）                                                                                    | 常态化防控区域→中风险：7月17日 中风险→恢复常态化防控：7月23日 |
| 虹口区   | 曲阳路街道曲阳路990弄小区 | 常态化防控区域→中风险：7月17日 中风险→恢复常态化防控：7月23日 |
| 虹口区   | 广中路街道宝山路888弄（3号）                                                                                                   | 常态化防控区域→中风险：7月19日 中风险→恢复常态化防控：7月25日 |
| 虹口区   | 江湾镇街道虹湾路86弄(14-16号)                                                                                                  | 常态化防控区域→中风险：7月19日 中风险→恢复常态化防控：7月25日 |
| 虹口区   | 江湾镇街道逸仙路446号、448号                                                                                                   | 常态化防控区域→中风险：7月23日 中风险→恢复常态化防控：7月31日 |
| 虹口区   | 广中路街道广秀路66号（配电所）                                                                                                 | 常态化防控区域→中风险：7月24日 中风险→恢复常态化防控：7月31日 |
| 虹口区   | 欧阳路街道天宝路沿街商铺区域及所在楼栋（天宝路1008号、1012号、1028号、1038号）                                                 | 常态化防控区域→中风险：7月27日 中风险→恢复常态化防控：8月5日 |
| 虹口区   | 欧阳路街道四平路、天宝路、大连西路与密云路的合围区域                                                                           | 常态化防控区域→中风险：7月30日 中风险→恢复常态化防控：8月5日 |
| 虹口区   | 北外滩街道旅顺路66号 | 常态化防控区域→中风险：10月1日 |
| 虹口区   | 北外滩街道 | 常态化防控区域→低风险：10月1日 |
| 奉賢区   | 金汇镇沿港河路350弄 | 常态化防控区域→中风险：7月7日 中风险→恢复常态化防控：7月13日 |
| 奉賢区   | 金汇镇其他地區 | 常态化防控区域→低风险：7月7日 低风险→恢复常态化防控：7月17日 |
| 奉賢区   | 金汇镇沿港河路478弄 | 常态化防控区域→中风险：7月10日 中风险→恢复常态化防控：7月16日 |
| 奉賢区   | 金汇镇长庚路289弄亚通聚秀苑 | 常态化防控区域→中风险：7月11日 中风险→恢复常态化防控：7月17日 |
| 楊浦區   | 定海路街道隆昌路394号 | 常态化防控区域→中风险：7月6日 中风险→恢复常态化防控：7月12日 |
| 楊浦區   | 定海路街道其他地區 | 常态化防控区域→低风险：7月6日 低风险→恢复常态化防控：8月1日 |
| 楊浦區   | 江浦路街道打虎山路15弄 | 常态化防控区域→中风险：7月7日 中风险→恢复常态化防控：7月13日 |
| 楊浦區   | 江浦路街道打虎山路6弄 | 常态化防控区域→中风险：7月7日 中风险→恢复常态化防控：7月13日 |
| 楊浦區   | 控江路街道长岭路60弄 | 常态化防控区域→中风险：7月7日 中风险→恢复常态化防控：7月13日 |
| 楊浦區   | 控江路街道控江四村（欣辉部分）                                                                                                 | 常态化防控区域→中风险：7月7日 中风险→恢复常态化防控：7月14日 |
| 楊浦區   | 江浦路街道其他地区 | 常态化防控区域→低风险：7月7日 低风险→恢复常态化防控：7月22日 |
| 楊浦區   | 控江路街道其他地区 | 常态化防控区域→低风险：7月7日 |
| 楊浦區   | 江浦路街道许昌路1558号 | 常态化防控区域→中风险：7月10日 中风险→恢复常态化防控：7月16日 |
| 楊浦區   | 江浦路街道张家浜小区 | 常态化防控区域→中风险：7月10日 中风险→恢复常态化防控：7月17日 |
| 楊浦區   | 五角场街道文化花园301街坊 | 常态化防控区域→中风险：7月10日 中风险→恢复常态化防控：7月16日 |
| 楊浦區   | 五角场街道其他地区 | 常态化防控区域→低风险：7月10日 |
| 楊浦區   | 江浦路街道辽源四村1-6号、17-22号                                                                                               | 常态化防控区域→中风险：7月11日 中风险→恢复常态化防控：7月17日 |
| 楊浦區   | 江浦路街道许昌路1440弄 | 常态化防控区域→中风险：7月11日 中风险→恢复常态化防控：7月18日 |
| 楊浦區   | 平凉路街道济宁路29弄 | 常态化防控区域→中风险：7月11日 中风险→恢复常态化防控：7月16日 |
| 楊浦區   | 四平路街道锦西路173号 | 常态化防控区域→中风险：7月11日 中风险→恢复常态化防控：7月17日 |
| 楊浦區   | 五角场街道政通路29号 | 常态化防控区域→中风险：7月11日 中风险→恢复常态化防控：7月17日 |
| 楊浦區   | 新江湾城街道殷高东路889弄 | 常态化防控区域→中风险：7月11日 中风险→恢复常态化防控：7月17日 |
| 楊浦區   | 平凉路街道其他地区 | 常态化防控区域→低风险：7月11日 低风险→恢复常态化防控：7月24日 |
| 楊浦區   | 四平路街道其他地区 | 常态化防控区域→低风险：7月11日 低风险→恢复常态化防控：7月18日 常态化防控区域→低风险：7月28日 低风险→恢复常态化防控：8月4日                                                                                              |
| 楊浦區   | 新江湾城街道其他地区 | 常态化防控区域→低风险：7月11日 低风险→恢复常态化防控：7月17日 常态化防控区域→低风险：7月25日 |
| 楊浦區   | 江浦路街道飞虹路1047弄 | 常态化防控区域→中风险：7月12日 中风险→恢复常态化防控：7月18日 |
| 楊浦區   | 江浦路街道江浦路1199弄 | 常态化防控区域→中风险：7月12日 中风险→恢复常态化防控：7月18日 |
| 楊浦區   | 控江路街道195街坊第四居委 | 常态化防控区域→中风险：7月12日 中风险→恢复常态化防控：7月18日 |
| 楊浦區   | 四平路街道大连路1548号 | 常态化防控区域→中风险：7月12日 中风险→恢复常态化防控：7月18日 |
| 楊浦區   | 殷行街道国和二村155-188号 | 常态化防控区域→中风险：7月12日 中风险→恢复常态化防控：7月19日 |
| 楊浦區   | 殷行街道其他地区 | 常态化防控区域→低风险（第一次）：7月12日 低风险→恢复常态化防控：7月19日 常态化防控区域→低风险（第二次）：7月20日 低风险→恢复常态化防控：7月25日                                                                         |
| 楊浦區   | 五角场街道国权后路7号 | 常态化防控区域→中风险：7月13日 中风险→恢复常态化防控：7月18日 |
| 楊浦區   | 殷行街道民星二村39-61号 | 常态化防控区域→中风险：7月13日 中风险→恢复常态化防控：7月18日 |
| 楊浦區   | 江浦路街道通北路888号 | 常态化防控区域→中风险：7月13日 中风险→恢复常态化防控：7月18日 |
| 楊浦區   | 五角场街道国顺路280号 | 常态化防控区域→中风险：7月13日 中风险→恢复常态化防控：7月18日 |
| 楊浦區   | 控江路街道控江路1505弄 | 常态化防控区域→中风险：7月14日 中风险→恢复常态化防控：7月19日 |
| 楊浦區   | 江浦路街道辽源三村 | 常态化防控区域→中风险：7月14日 中风险→恢复常态化防控：7月19日 |
| 楊浦區   | 大桥街道平凉路1136号 | 常态化防控区域→中风险：7月14日 中风险→恢复常态化防控：7月19日 |
| 楊浦區   | 平凉路街道齐齐哈尔路568弄 | 常态化防控区域→中风险：7月14日 中风险→恢复常态化防控：7月19日 |
| 楊浦區   | 大桥街道其他地区 | 常态化防控区域→低风险：7月14日 低风险→恢复常态化防控：8月1日 |
| 楊浦區   | 殷行街道国和一村122-127号 | 常态化防控区域→中风险：7月15日 中风险→恢复常态化防控：7月19日 |
| 楊浦區   | 五角场街道国顺路384-398双号、国顺路400弄                                                                                       | 常态化防控区域→中风险：7月15日 中风险→恢复常态化防控：7月20日 |
| 楊浦區   | 长白新村街道控江路32、34号小区                                                                                                 | 常态化防控区域→中风险：7月15日 中风险→恢复常态化防控：7月21日 |
| 楊浦區   | 定海路街道隆昌路235号1号楼 | 常态化防控区域→中风险：7月15日 中风险→恢复常态化防控：7月21日 |
| 楊浦區   | 长海路街道中原路28弄1-8号 | 常态化防控区域→中风险：7月15日 中风险→恢复常态化防控：7月19日 |
| 楊浦區   | 江浦路街道信通浦皓园二期 | 常态化防控区域→中风险：7月15日 中风险→恢复常态化防控：7月21日 |
| 楊浦區   | 控江路街道195街坊第二居委 | 常态化防控区域→中风险：7月15日 中风险→恢复常态化防控：7月21日 |
| 楊浦區   | 长白新村街道其他地区 | 常态化防控区域→低风险：7月15日 |
| 楊浦區   | 定海路街道其他地区 | 常态化防控区域→低风险：7月15日 |
| 楊浦區   | 长海路街道其他地区 | 常态化防控区域→低风险：7月15日 低风险→恢复常态化防控：7月19日 常态化防控区域→低风险：7月26日 低风险→恢复常态化防控：8月7日                                                                                              |
| 楊浦區   | 五角场街道国权路29号 | 常态化防控区域→中风险：7月16日 中风险→恢复常态化防控：7月22日 |
| 楊浦區   | 大桥街道杭州路741号 | 常态化防控区域→中风险：7月16日 中风险→恢复常态化防控：7月20日 |
| 楊浦區   | 五角场街道大学路沿街商铺区域及所在楼栋（大学路38-102号、191-265号、242-318号）                                                 | 常态化防控区域→高风险：7月17日 高风险→恢复常态化防控：7月27日 |
| 楊浦區   | 江浦路街道江浦路1275弄1-7、10-22号                                                                                             | 常态化防控区域→中风险：7月17日 中风险→恢复常态化防控：7月22日 |
| 楊浦區   | 定海路街道隆昌路88弄 | 常态化防控区域→中风险：7月17日 中风险→恢复常态化防控：7月23日 |
| 楊浦區   | 平凉路街道通北路24号-1向北至36号                                                                                               | 常态化防控区域→中风险：7月17日 中风险→恢复常态化防控：7月24日 |
| 楊浦區   | 延吉新村街道敦化路小区 | 常态化防控区域→中风险：7月17日 中风险→恢复常态化防控：7月24日 |
| 楊浦區   | 控江路街道周家嘴路3055号宜必思酒店                                                                                             | 常态化防控区域→中风险：7月17日 中风险→恢复常态化防控：7月24日 |
| 楊浦區   | 延吉新村街道 | 常态化防控区域→低风险：7月17日 低风险→恢复常态化防控：7月24日 |
| 楊浦區   | 定海路街道顺平路60弄 | 常态化防控区域→中风险：7月18日 中风险→恢复常态化防控：7月23日 |
| 楊浦區   | 大桥街道双阳支路28弄 | 常态化防控区域→中风险：7月19日 中风险→恢复常态化防控：7月25日 |
| 楊浦區   | 大桥街道锦州湾路169弄 | 常态化防控区域→中风险：7月19日 中风险→恢复常态化防控：7月25日 |
| 楊浦區   | 大桥街道沈阳路148、150、152号                                                                                                  | 常态化防控区域→中风险：7月19日 中风险→恢复常态化防控：7月25日 |
| 楊浦區   | 控江路街道控江四村（第一居委）                                                                                                 | 常态化防控区域→中风险：7月20日 中风险→恢复常态化防控：7月28日 |
| 楊浦區   | 控江路街道延吉西路81弄1、2、5号                                                                                                | 常态化防控区域→中风险：7月20日 中风险→恢复常态化防控：7月27日 |
| 楊浦區   | 殷行街道殷行路296弄小区 | 常态化防控区域→中风险：7月20日 中风险→恢复常态化防控：7月25日 |
| 楊浦區   | 五角场街道政立路580弄（国定一居委管辖部分）                                                                                    | 常态化防控区域→中风险：7月22日 中风险→恢复常态化防控：7月27日 |
| 楊浦區   | 大桥街道渭南路43-47号 | 常态化防控区域→中风险：7月23日 中风险→恢复常态化防控：8月1日 |
| 楊浦區   | 五角场街道三门路358弄 | 常态化防控区域→中风险：7月24日 中风险→恢复常态化防控：8月1日 |
| 楊浦區   | 控江路街道黄兴小区 | 常态化防控区域→中风险：7月24日 中风险→恢复常态化防控：7月31日 |
| 楊浦區   | 定海路街道隆昌路66号 | 常态化防控区域→中风险：7月24日 中风险→恢复常态化防控：8月1日 |
| 楊浦區   | 大桥街道的眉州路以东、杭州路以南、渭南路以西、杨树浦路以北区域                                                                 | 常态化防控区域→中风险：7月25日 中风险→恢复常态化防控：8月1日 |
| 楊浦區   | 定海路街道爱国路301弄 | 常态化防控区域→中风险：7月25日 中风险→恢复常态化防控：7月31日 |
| 楊浦區   | 定海路街道的宁武路以东、平凉路以南、贵阳路以西、杨树浦路以北区域                                                               | 常态化防控区域→中风险：7月25日 中风险→恢复常态化防控：8月1日 |
| 楊浦區   | 五角场街道的逸仙路以东、三门路以南、国权北路以西、政立路以北区域                                                               | 常态化防控区域→中风险：7月25日 中风险→恢复常态化防控：8月1日 |
| 楊浦區   | 新江湾城街道的淞沪路以东、殷高东路以南、江湾城路以西、民府路以北区域                                                           | 常态化防控区域→中风险：7月25日 中风险→恢复常态化防控：8月1日 |
| 楊浦區   | 控江路街道195街坊第一居委 | 常态化防控区域→中风险：7月26日 中风险→恢复常态化防控：8月2日 |
| 楊浦區   | 长海路街道民星路158-162（双号）                                                                                                | 常态化防控区域→中风险：7月26日 中风险→恢复常态化防控：8月1日 |
| 楊浦區   | 四平路街道密云小区及其沿街门店                                                                                                 | 常态化防控区域→中风险：7月28日 中风险→恢复常态化防控：8月4日 |
| 楊浦區   | 长海路街道翔殷路9号地块（含）以东、翔殷路以南、虬江码头路（26号至南翔殷路）以西、南翔殷路以北区域                              | 常态化防控区域→中风险：7月31日 中风险→恢复常态化防控：8月7日 |
| 楊浦區   | 新江湾城街道国霞路399弄6号小区（包括沿街商铺）                                                                                 | 常态化防控区域→高风险：8月25日 |
| 楊浦區   | 长海路街道民星路158号、160号、162号（包括沿街商铺）                                                                            | 常态化防控区域→中风险：8月25日 |
| 楊浦區   | 新江湾城街道其他地區 | 常态化防控区域→低风险：8月25日 |
| 楊浦區   | 长海路街道其他地區 | 常态化防控区域→低风险：8月25日 |
| 长宁區   | 虹桥街道娄山关路85号A座2楼仙纳都量贩式KTV                                                                                      | 常态化防控区域→高风险：7月6日 高风险→恢复常态化防控：7月16日 |
| 长宁區   | 虹桥街道其他地區 | 常态化防控区域→低风险：7月6日 低风险→恢复常态化防控：7月15日 |
| 长宁區   | 华阳路街道昭化路55弄 | 常态化防控区域→中风险：7月7日 中风险→恢复常态化防控：7月14日 |
| 长宁區   | 新华路街道番禺路508号 | 常态化防控区域→中风险：7月7日 中风险→恢复常态化防控：7月14日 |
| 长宁區   | 华阳路街道其他地区 | 常态化防控区域→低风险：7月7日 低风险→恢复常态化防控：7月14日 |
| 长宁區   | 新华路街道其他地区 | 常态化防控区域→低风险：7月7日 低风险→恢复常态化防控：7月21日 |
| 长宁區   | 天山路街道娄山关路810弄1-25号                                                                                                  | 常态化防控区域→中风险：7月8日 中风险→恢复常态化防控：7月15日 |
| 长宁區   | 天山路街道其他地区 | 常态化防控区域→低风险（第一次）：7月8日 低风险→恢复常态化防控：7月15日 常态化防控区域→低风险（第二次）：7月16日 低风险→恢复常态化防控：7月22日                                                                          |
| 长宁區   | 新华路街道延安西路1558弄1—4号                                                                                                  | 常态化防控区域→高风险：7月12日 高风险→恢复常态化防控：7月20日 |
| 长宁區   | 新华路街道幸福路211弄1号华山夏都苑                                                                                             | 常态化防控区域→中风险：7月15日 中风险→恢复常态化防控：7月21日 |
| 长宁區   | 天山路街道古北路181弄1-23号、211弄1-22号，玉屏南路731弄2、4号                                                                  | 常态化防控区域→中风险：7月16日 中风险→恢复常态化防控：7月22日 |

#### 其它措施
7月5日，上海新增24例阳性感染者，与位於普陀区兰溪路148号的2家KTV有關。普陀區有關部門對2家KTV立案偵查。7月6日，上海新增本土新冠肺炎确诊病例32例和无症状感染者22例。7月5日至7月7日，上海对黄浦区、徐汇区、长宁区、静安区、普陀区、虹口区、杨浦区、闵行区、宝山区全域以及浦东新区、嘉定区、奉贤区部分区域开展“3天2检”全员核酸筛查。上海各级文化旅游管理部门开展文旅行业疫情防控大排查大整治行动。上海各区将加强巡查暫未開放的KTV、网吧、棋牌室、密室逃脱剧本杀等娱乐场所，阻止各类娱乐场所提前營業。7月8日，上海出现首例BA.5变异株本土感染病例。7月9日，上海市文旅局表示，全市各区KTV等娱乐场所、网吧、棋牌室、密室逃脱剧本杀等文化场所暂未列入开放范围，并呼吁市民发现违规开放情况可拨打相关电话举报。
自7月11日起，徐汇区各室内体育场所（含游泳场所）暂停对外开放。同日，杨浦区所有经营性各室内体育场所（含游泳场所）暂停对外开放，恢复开放时间另行通知。
7月20日，《2022上海民生访谈》邬惊雷表示，全市现有1个定点医院，床位数1100余张，1家方舱医院，床位数3000张。同时定点医院建设方案，全市定点医院总床位数不少于8000张。方舱医院方面，全市保留若干规模较大、条件较好“常态化方舱医院”，市级层面床位储备超过2.5万张，各区按常住人口2.5‰比例储备床位。上海市2022年中招名额分配综合评价录取现场综合评价暂停，相应成绩按满分10分计入市实验性示范性高中学校综合考查成绩。
7月22日，上海玛雅海滩水公园发布公告称，水公园将于7月23日起恢复开放。
由于宝山区出现隔离点工作人员相关病例，7月23日宝山区发布通告，提倡减少堂食和其他公共空间人员集聚。对不符合疫情防控规定的餐饮、电影院等人员聚集、空间密闭的场所暂时停业整顿；倡导园区、楼宇、企业安排员工轮流上岗、居家办公、在线办公，减少聚集和流动。7月25日，杨浦区发布通告，倡导园区、楼宇、企业安排员工轮流上岗、居家办公、在线办公，减少聚集和流动；提倡减少各类公共空间的人员集聚。同时对4个中风险区实施管控措施，暂定7天。杨浦区中风险区域原则上社会车辆、人员“只进不出”，沿线公交线路采取“跳站”的方式过经通行。宝山区高境镇及淞南镇涉及中高风险区域28个公交站点自7月25日16：00时起实施跳站运行。
7月25日，上海市卫生健康委副主任赵丹丹表示，鉴于上海当前疫情防控形势和旅游住宿行业场所人员流动性大、构成复杂等特点，上海进一步加强旅游住宿行业疫情防控，在人员管理方面，旅游住宿行业员工需每日开展1次核酸检测；对所有进入市内旅游住宿行业场所的入住人员（包含办理入住及入住期间），均需提供48小时内核酸检测阴性证明。同时进一步强化来沪返沪人员的防控工作。对通过飞机、铁路、水路等方式来沪返沪的人员，开展全员随申码、健康码、72小时内核酸阴性检测报告查验；对通过高速公路、地面道口来沪返沪的人员，在保障道路畅通，不发生拥堵的前提下，对来自中高风险区的车辆，在高速公路、地面道口等有条件的地方，开展一定强度的不定点、不定时的抽查；对于来自国内中高风险区的船舶，严禁人员登陆上岸作业；对于来自国内非中高风险地区的船舶，人员凭72小时核酸阴性报告登陆上岸作业。
7月26日，宝山区新增了多个成片合围的中风险区域，23条途经地面公交跳站或改道。
7月30日，程梅红表示，第33届上海旅游节将于9月17日-10月6日如期举行。
8月1日起，东方绿舟恢复开放。
8月5日，“随申办”公众号消息，根据国务院应对新型冠状病毒肺炎疫情联防联控机制综合组发布的《关于进一步推动新冠病毒核酸检测结果全国互认的通知》要求，即日起，上海市调整“随申码”“场所码”“数字哨兵”核酸检测有效时间计算规则，以核酸检测出具报告时间为准。同日，上海发布公众号消息，市疫情防控工作领导小组办公室发布通知：根据疫情防控有关要求，我市进一步加强对疫情风险区等来沪返沪人员健康管理，具体措施如下：对7日内有疫情风险区旅居史的来沪返沪人员，应在抵沪后尽快且不得超过12小时向所在居村委和单位（或所住宾馆）报告。对7日内有低风险区旅居史的来沪返沪人员，抵沪后3天内完成2次核酸检测，做好健康监测。对7日内有疫情中风险区旅居史的来沪返沪人员，抵沪后实施“7天居家隔离医学观察”，实行相应频次的新冠病毒核酸检测。如不具备居家隔离医学观察条件，采取集中隔离医学观察。对7日内有疫情高风险区旅居史的来沪返沪人员，抵沪后实施“7天集中隔离医学观察措施”，实行相应频次的新冠病毒核酸检测。
8月7日，继开通长三角核酸查询功能后“随申办”又新增了功能可以查询全国各地核酸检测结果。查询页面显示，该服务由全国一体化政务服务平台提供，相关查询结果基于国家卫健委数据库，根据各地核酸检测数据汇聚更新。同时，在全国核酸查询页面中，还提供了“随申码”核酸信息关联功能，用户开通后次日可在“随申码”“场所码”“数字哨兵”关联展示结果。
8月8日，市新冠肺炎疫情防控工作领导小组办公室发布通知：即日起，对有澳门旅居史的来沪返沪人员不再实行“7天集中隔离医学观察+3天居家健康监测”。相关人员实行抵沪后3天内完成2次核酸检测，抵沪后7天内不聚集、不聚会、不前往人员密集场所。
8月9日，微信公众号“上海市培训协会”发布《校外培训机构恢复线下培训服务须知》称：目前，上海正有序推进培训机构恢复线下培训服务的相关工作。
8月12日，中国东航恢复上海直飞英国伦敦航线。首班上海浦东-伦敦希思罗MU551客运航班于12日12时44分起飞，该航班将在8月19日再次执行。
8月14日，上海市教委表示，上海市中小学校、托幼机构于9月1日正式开学（园）。同日上海进一步加强对国内涉疫区域来沪返沪人员的健康管理措施，对县级及以上政府宣布实施临时性静态管理区域的来沪返沪人员，抵沪后实施7天集中隔离医学观察，实行相应频次的新冠病毒核酸检测；对疫情发展迅速、与上海往来密切、或当地疫情外溢至上海的重点关注区域的来沪返沪人员，抵沪后实施7天集中隔离医学观察，实行相应频次的新冠病毒核酸检测。重点关注区域所在地市，除上述区域外的来沪返沪人员，抵沪后实行“3天集中隔离医学观察+4天居家隔离医学观察”，实行相应频次的新冠病毒核酸检测。如不具备居家隔离医学观察条件，采取集中隔离医学观察。
8月15日起，推进上海农贸市场（含农产品批发市场和菜市场）复商复市，以设摊形式开展经营菜市场的开摊率应不低于60%，并在此基础上逐步提高，有序恢复至日常水平。
8月17日，上海市政府表示，上海将首次发放电子消费券，总规模达到10亿元，从8月下旬到11月下旬期间分三轮发放，可在餐饮、零售和文旅行业的多个消费场景线上线下使用。第一轮“爱购上海”消费券活动吸引了10万余商户参与，消费券发放金额共计2亿元，涉及22.4万个门店。累计453万人报名，200万人中签，消费者中签率超44%，消费券核销率超85%，中签人数中参与本次活动的人数达9成，第一轮活动整体核销杠杆率近4倍。第二轮活动报名时间为9月20日0时至9月22日24时，预计9月25日晚消费券包将陆续发放至中签消费者的平台账户中。消费券使用时间为9月26日0时至10月15日24时，消费券有效期20天。
8月19日起，崇明1号线将恢复运行。
9月1日，上海的各年齡段學生開學。上海市教委开发了「申生康」上海校园防疫通服务系统，需要学生及家长、同住人填报个人信息。开学前几天家长还需要填报学生及同住人的随申码、行程码和三天两检的核酸报告；要上传最近重新申领的核酸码；要填好14天自我健康观察表；暑假期间离沪的学生还需上交离沪信息登记表。开学后中小学校、托幼机构师生员工需持24小时内核酸检测阴性报告进校（园）。
9月9日，随申办“来沪返沪人员服务”小程序同日启用，国内来沪返沪人员需在入沪前填报行程。截至9月17日收到17.4万余人的信息填报。
上海地铁shmetro 微博消息，9月10日至10月底，乘客在11号线花桥站、光明路站、兆丰路站乘坐地铁，须持48小时内核酸阴性报告进站。
9月11日起，上海多家观影观剧场所要求入場觀眾需出示48小时内核酸检测阴性证明，不得以24小时内核酸采样证明入场。
9月，上海在机场、火车站、跨省高速公路服务区、收费站等入城口增设核酸采样点。

## 相关处罚
7月6日，普陀区文化和旅游局执法大队大队长王伟芳、曹杨新村街道营商发展办公室主任王锐被指监管不力，導致兩家KTV擴散疫情，2人被予以党纪立案。
7月6日，上海曹港娱乐有限公司（自由港量贩KTV，经营地址位于上海市普陀区兰溪路148号4楼）以及上海海市普陀区耕耘茶室（K莱米唱吧，经营地址位于上海市普陀区兰溪路148号3楼）被指擅自开展经营活动以及未严格落实疫情防控措施。兩家公司《营业执照》被吊销并处罚款，上海曹港娱乐有限公司《娱乐经营许可证》被吊銷，兩家公司相关人员被列入严重违法失信名单。
7月，上海當局指上海首乌丽亚酒店管理有限公司（闵行区吴中路1389号）、上海邦歌娱乐有限公司（闵行区吴中路682号4幢3楼02-03室）、上海维光骏希娱乐有限公司（长宁区娄山关路85号2层A座）、金麦（上海）娱乐有限公司（嘉定区真南路4368弄1号301、302室）、荟源声娱乐（上海）有限公司（静安区沪太路785号14幢5楼501室西侧）、上海君来娱乐有限公司（长宁区仙霞路700弄2号-10号半地下室）、上海豪豪棋牌室 （长宁区福泉路198号）、上海匠星互联网上网服务有限公司（长宁区宋园路101号地下一层-A）、上海宝丰联大酒店有限公司（虹口区纪念路301号）、上海虹由投资管理有限公司（虹口区溧阳路1111号2楼C单元、3楼B单元）、上海市普陀区雀雀健身休闲活动室（普陀区西康路1370号3幢303室）、雀娱（上海）棋牌休闲娱乐有限公司（普陀区曹杨路555号四楼404室）、上海爱庆海娱乐有限公司（闵行区东川路2348号3楼）、上海皇廷娱乐有限公司（奉贤区南桥镇南亭公路8号）等文娱场所违反疫情防控规定。
7月13日，黄浦区发布通报，位于西藏中路180号高盛大厦5楼的上海晗登餐饮娱乐有限公司自6月29日至7月4日擅自在经营场所内从事歌手驻唱的营业性演出经营活动，且未落实疫情防控措施，造成疫情传播的严重后果。黄浦区人民政府拟责令停业、吊销该企业《营业执照》并处罚款。
7月14日，杨浦区发布通报，位于武川路45号二层店铺-2的上海德皓酒吧有限公司自7月1日至7月3日期间，未履行员工每日核酸检测，未督促进店顾客扫场所码和测量体温，未严格落实疫情防控措施，导致疫情传播，造成严重后果。杨浦区人民政府拟吊销该企业《营业执照》并处罚款，将相关人员列入严重违法失信名单。同时拟对违反相关法律规定的个人，视其造成疫情扩散情节的严重程度追究相关法律责任。
7月16日晚，一名56歲酒後男子姜某前往青浦区久康路一核酸检测点排队检测時因无法出示核酸码與志愿者和社区工作人员發生衝突致3人轻微受伤。之後姜某因殴打他人被青浦警方行政拘留。
7月20日，上海市公安局通报，宝山区隔离点工作人员陈某(女，32岁)在明知自己存在传播疫情风险，且按规定必须进行闭环管理的情况下，仍私自外出，其后在核酸检测结果中呈阳性。疾控部门对陈某开展流调过程中，陈某还刻意隐瞒自己的行程轨迹，造成两名家庭成员被感染。陈某因涉嫌妨害传染病防治罪被警方依法采取刑事强制措施。
7月20日，宝山区出现由集中隔离点酒店工作人员私自外出而傳播病毒的情況。宝山区表示已成立联合调查组，启动责任追究程序，依法依规严肃追责问责。
7月24日17时35分许，一男子在浦东老港镇一核酸采集点因排队问题与检测人员发生争执。最終該男子被行政拘留。
7月28日，上海市公安局通报，宝山警方对一名涉嫌妨害传染病防治罪的男子采取刑事强制措施。通报说，7月18日11时许，李某某接疾控部门通知，其核酸混管检测结果异常，必须在原地等待转运复核。李某某在明知自己有传播疫情风险的情况下，仍擅自外出进入公共场所与他人接触。其后，李某某被确诊。在疾控部门开展流调过程中，李某某又刻意隐瞒自己的行程轨迹和所接触人员，耽误了流调排查时间。李某某的行为已导致其家属及朋友被感染。
8月11日，上海市徐汇区卫强足浴店、上海金卉鑫休闲娱乐有限公司被指造成疫情传播重大风险，均被吊销营业执照，相关人员列入失信人名单；卫强足浴店被公安机关刑事立案。
8月12日，上海市公安局先后发布两份情况通报。第一份通报说，徐汇区卫强足浴店足浴店负责人汪某粉（女，43岁）在疫情防控阶段未严格落实疫情防控措施，于8月1日起擅自开展经营活动，导致疫情传播，造成严重后果；该店员工沈凤某（女，45岁）、沈焕某（女，40岁）在明知自己有感冒症状可能感染病毒的情况下，委托朋友陈某某（女，53岁）代做核酸检测。陈某某持两人的核酸码截图于8月9日、10日晚先后为两人代做核酸检测。后沈凤某、沈焕某被检测出核酸阳性，造成疫情传播。警方以涉嫌妨害传染病防治罪对汪某粉、沈凤某、沈焕某刑事立案侦查；对陈某某处以行政拘留十日的处罚。第二份通报说，赵某某（男，56岁）、陈某某（男，43岁）在核酸筛查中被发现呈阳性。在接受流调过程中，两人均刻意隐瞒去过徐汇区卫强足浴店的行程轨迹和所接触人员，对疫情流调排查造成严重影响。闵行警方以涉嫌妨害传染病防治罪对该2人刑事立案侦查。
8月24日，马某林（男，22岁）在网上发布有偿代做核酸检测的信息。卓某松（男，40岁）、王某（男，24岁）2人于8月25日将个人信息私发给马某林，并由其在核酸采集点代做检测時被工作人员识破。後來3人均已被奉贤公安分局行政拘留。
8月27日，冯某让同事周某帮其代做核酸检测，周某在持冯某核酸码至核酸采集点做检测时，被工作人员發現。周某和馮某之後被闵行公安分局行政处罚。
9月9日，上海市公安局表示，自6月1日以来，上海累计查处涉疫违法犯罪案件99起，126人被追究法律责任，案例主要包括代做核酸检测、篡改或伪造核酸检测报告、扰乱公共场所秩序、传播虚假涉疫信息、妨害传染病防治等5种类型。

## 相关事件
7月4日，上海普陀区曹杨新村芙蓉园小区大门被封，消防急救通道被堵死。居民们聚集在小区门口表达反对。
7月11日，上海市政府新闻发言人尹欣表示，上海各部门、各单位都应该按照法律法规相关要求，一视同仁地对待阳性康复者，不得歧视。
一上海市民只因與確診者在同一個KTV微信群組而被判定為次密切接觸人員，健康碼轉紅碼被迫隔離。後其健康碼由紅碼轉為綠碼。
7月21日，“随申办”app核酸以前的阳性记录无法查看，目前只能查到7月6日以来的核酸结果，而在7月20日仍可翻阅查看近3个月的核酸检测记录。這意味著用工企业和劳务中介将不能随意查询求职者的过往核酸检测记录。另外7月21日《上海市人民代表大会常务委员会关于进一步做好当前促进就业工作的决定》發佈，規定企事業招聘時不得以曾患传染病为由拒绝錄用。

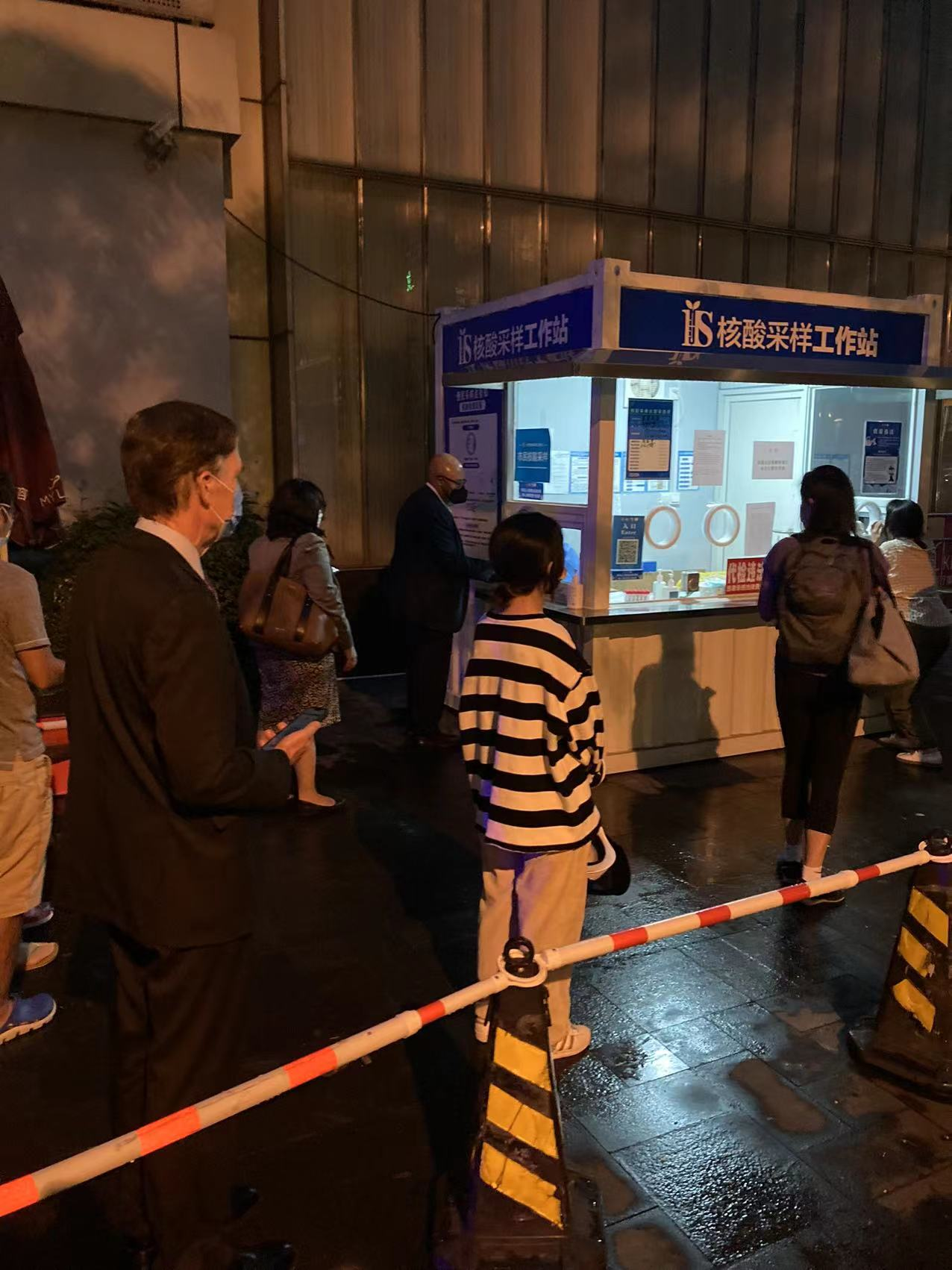
伯恩斯大使在上海排队做核酸。

8月31日，美国驻中国大使尼古拉斯·伯恩斯从北京搭乘高铁访问上海。访问期间，伯恩斯在社交媒体上发布了自己进行核酸检测的照片，引发热议。